# 大日本帝國陸軍
大日本帝國陸軍（日语：〔〕／ Dai Nippon Teikoku rikugun */?）常略稱為帝國陸軍、國軍或皇軍。其是日本军的陸上武裝部隊，1871年（明治4年）成立、1945年（昭和20年）解散。

## 名稱
大日本帝國陸軍的名稱，從明治10年代開始被用作來自國外的稱呼或對外聯絡文書、公文等的一部分。例如，1918年（大正7年）當時的陸軍大臣大島健一（寺內內閣）發給英國國王喬治五世的賀電「英國皇帝陛下海陸軍大臣約裏賀電（大正7年1月25日下午1時30分發電）」中使用了日本陸軍、帝國陸軍、大日本帝國陸軍的各名稱。
一般稱為日本陸軍或帝國陸軍，日本陸海軍本來被稱呼為國軍（こくぐん）、皇軍（こうぐん），但表達為日本陸軍的場合較多。解散后，为与陆上自卫队产生区别，多以旧日本陆军或旧帝国陆军称呼之。

## 概述
在大日本帝國憲法制定之前，其規定還存在不足之處，但制定憲法後，軍事大權從憲法上的內閣中獨立出來，直接屬於天皇的統帥權。因此，陸海軍（日軍）的最高指揮官只有大元帥天皇一人，對於帝國陸軍，陸軍大臣（大臣）、参谋本部 (大日本帝国)（總長）、教育總監（總監）除天皇外處於最高位置（直隸），他們被稱爲陸軍3長官。另外，由於三位長官由陸軍大將或陸軍中將擔任，因此，雖然職務本身是帝國陸軍的最高層，但級別本身並不一定由最高層人士擔任，特別是歷屆陸軍大臣和教育總監中有不少陸軍中將擔任。
作爲這三位長官的輔佐機關，設有被稱爲「省部」和「中央」的陸軍省參謀本部教育總監部等3個官衙，陸軍大臣（陸軍省）負責軍政人事，參謀總長（參謀本部）負責軍令、作戰、動員，教育總監負責教育總監部）負責教育。另外，陸軍次官（次官，陸軍省）、參謀次長（次長，參謀本部）、教育總監部本部長（本部長，教育總監部）等3個機關排名第2位的次席相當職位。
1938年（昭和13年）12月，爲了擴大航空戰鬥力、獨立及統率靈活化，新設了陸軍航空總監部，以航空總監爲首，主要負責航空相關學校等陸空軍的教育。第二次世界大戰末期，航空相關學校（部分補充學校除外）也被軍隊化，航空總監部被廢除，改編爲航空總軍。
參謀本部是在戰時、事變時作爲陸海軍的最高統帥機關（相當於外國軍隊的最高司令部）設立的大本營中，成爲大本營陸軍部，以大元帥的名義創造大陸生命的存在，但參謀總長並不是因此而成爲所謂的陸軍最高指揮官（相當於陸軍最高司令官、陸軍總司令官）。另外，教育總監（教育總監部）雖然是掌握帝國陸軍教育的部門，但憲兵、經理、衛生、法務、裝甲、航空、參謀、情報等特定職務的學校等分別由陸軍省、參謀本部、航空總監部及其外局管轄。

## 设计

### 军旗
在帝國陸軍的前身御親兵成立之前的1870年6月（明治3年5月），作爲新生帝國陸軍的象徵，採用了以16條旭日旗爲設計的陸軍御國旗，1879年（明治12年）重新修改陸軍御國旗規格的旭日旗被制定爲軍旗。

該軍旗作爲團旗，只由大元帥（天皇）親授步兵團和騎兵團，旭日旗的設計是「帝國陸軍的象徵」，不論軍民，被廣泛認識和使用。另外，在日本首次設計並採用採用旭日設計的所謂「旭日旗」的是帝國陸軍。

旭日旗用于军旗/军旗设计
常备步兵团标准
标准骑兵团旗帜
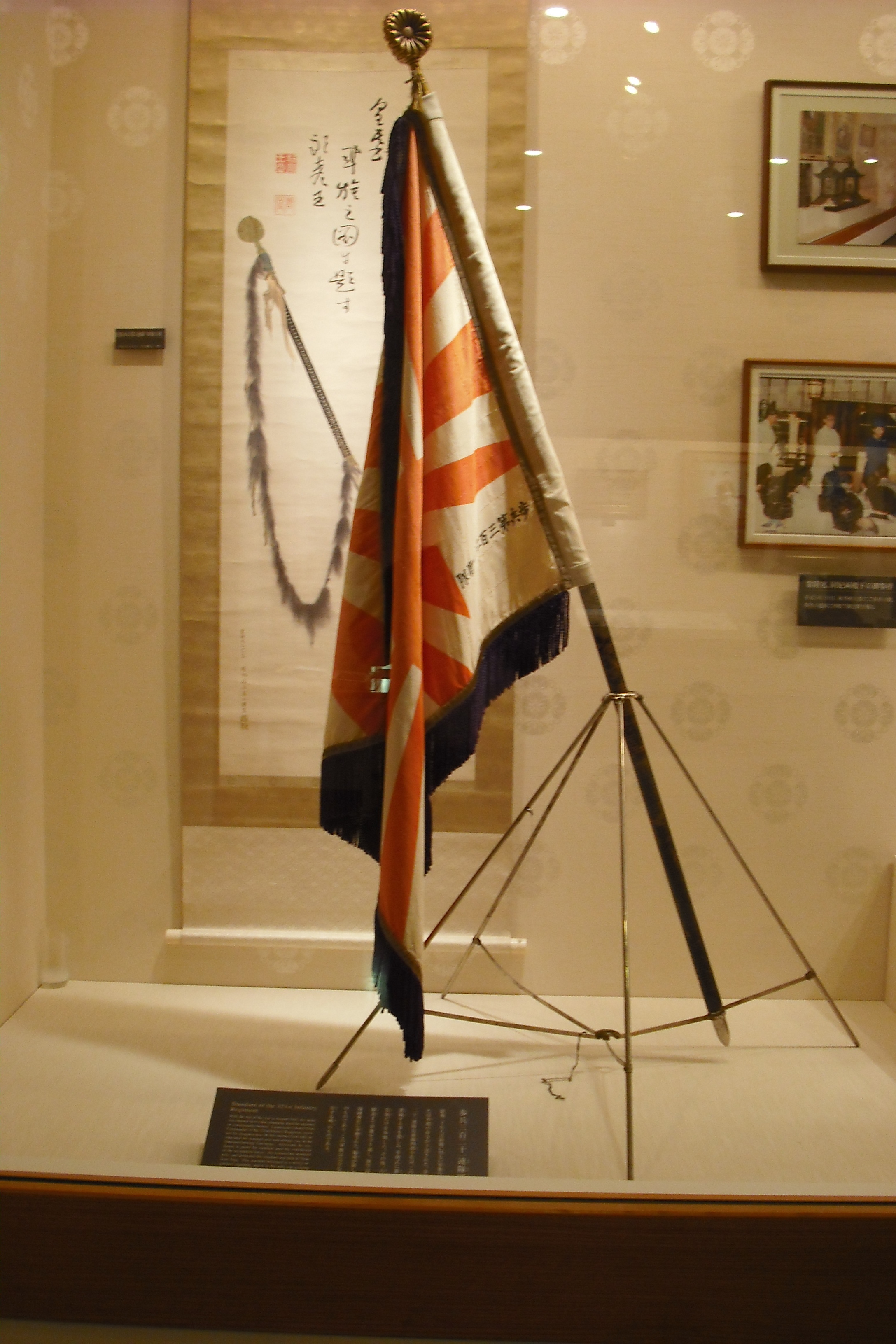
原始第 321 步兵团旗帜

### 陸軍省制定的進行曲

#### 阅兵进行曲
這是在1886年（明治19年）夏尔·勒鲁受兵部省委託作曲的進行曲。以他寫出的兩首軍歌《拔刀隊》和《扶桑歌》兩首爲基礎，製成了《觀兵式分列進行曲（扶桑歌）》。首演是在陸軍教導團軍樂隊演奏的鹿鳴館進行的。本曲經過1902年（明治35年）的第2次修改，成爲現在的形式。第二年1903年（明治36年）改編併成立兵部省的陸軍省制式進行曲（魯魯於1889年（明治22年）回國）。
主要在各種陸軍觀兵式（大禮、天長節、陸軍始）、師團等閱兵式上分列演奏。另外，在民間各標籤上被唱片化，成爲國民學校演藝和音樂的課題曲等，在民間也廣爲人知。

雖然也被稱爲「陸軍分列進行曲」，但對於「陸軍~」的冠名，在戰前無法確認。英文翻譯有Army Defile March Fusouka等。

五芒星

### 徽章
帝國陸軍的建軍初期，把旭日章作爲設計，稱爲「日章」，用作帽章，後來屬於一般師團（一般將士）的人及陸軍軍屬把以「五芒星（五光星）」爲設計，屬於冠以「近衛」稱號的近衛師團的部隊的人把「星章」周圍用「櫻花」覆蓋，用作帽章。但是，以旭日章爲帽章的「第一種帽」是軍官准士官在穿正裝時佩戴的「正帽」，而屬於儀丈部隊的近衛騎兵團的下士官兵則將相當於騎兵軍官准士官正衣的「奉服」一直使用到第二次世界大戰時期。

### 军衔
帝國陸軍的組織分爲官衙、部隊組織軍隊、培養或再教育將士的學校（實施學校、補充學校）、負責衛生的陸軍醫院和不屬於他們任何一方的特務機關。
在帝國陸軍中其將士被分為不同的職業和等級，以便組織和管理。其中，戰鬥職稱和憲兵稱為兵科，後方支援職稱稱為各部，這些職稱的統稱為兵科部。1940年（昭和15年）9月13日和15日，步兵科、炮兵科、騎兵科、工兵科、重兵科和航空兵科的兵科區分被取消，只保留兵科這一稱呼，兵科色也被廢除。然而，戰鬥職業的「兵科」的稱呼和將職業進一步細分化的「兵種」，以及各部和各部的「定色」仍然存在。
在帝國陸軍中，從大將到少尉的軍官被稱為軍官，准尉被稱為準士官，曹長到下士被稱為下士官，兵長到二等兵被稱為兵。將軍中，大將是親任官，中將少將是敕任官，佐官、尉官是奏任官，準士官、下士官是判任官。這些人是武官的官吏，被任命為這些軍銜時被稱為任官。但士兵不是官吏，也不被稱為任官，因為他們是根據國民的義務服兵役而入伍的階級。
此外，陸軍預科士官學校、陸軍幼年學校、陸軍少年飛行兵學校等學生沒有被指定等級。在帝國陸軍中，元帥不是軍銜，而是授予元帥府陸海軍大將的稱號（元帥陸軍大將）。

## 系统

### 组织
日本陸軍中的官階體系。直到1932年（昭和7年）6月修改爲止，將下士官稱爲下士，將兵稱爲卒（「一等卒」爲「一等兵」，將二等卒爲「二等兵」），直到同年2月修改爲止，將「准尉」稱爲「特務曹長」。另外，1932年（昭和7年）2月，各部相當官制被廢除，以兵科爲準（「各部軍官相當官」爲「各部軍官」），軍醫總監爲「陸軍軍醫中將」，「陸軍一等藥劑正」爲「陸軍藥劑大校」，「陸軍一等主計」爲「陸軍主計大尉」，「陸軍上等U型鐵工長」爲「陸軍獸醫務准尉」，「陸軍一等樂手」爲「陸軍軍樂曹長」，「陸軍一等護理兵」爲「陸軍衛生上等兵」。1940年（昭和15年）9月，新設「兵長」一級。此外，「准尉」是由資深下士官任命的階級，判任官即軍官待遇下士官，與「實習士官」（階級爲曹長）或士官候補生陸軍士官學校本科、陸軍航空士官學校、陸軍經理學校本科的學生（階級爲中士）完全不同。
- 政府架構
  - 陆军省（陆军大臣）
  - 总参谋本部（总参谋长）
    - 測量部

  - 教育總監部
    - 陸軍航空総監部，在第二次世界大战结束时军事化。
    - 防衛総司令部，二战末期军事化
      - 陸軍兵器行政本部（旧陸軍技術本部・陸軍兵器本部）・陸軍技術研究所・陸軍造兵廠・陸軍燃料本部・陸軍兵器補給廠・陸軍軍馬補充部・陸軍恤兵部・陸軍中央気象部・陸軍運輸部・陸軍船舶司令部・内地鉄道司令部・陸軍築城部
      - 陸軍航空本部・陸軍航空技術研究所・陸軍航空審査部・陸軍航空工廠・陸軍航空輸送部
      - 陆军装甲司令部
      - 陸軍被服本廠・陸軍製絨廠・陸軍需品本廠・陸軍衛生材料本廠・陸軍獣医資材本廠・陸軍糧秣本廠
      - 宪兵司令部・要塞司令部・連隊区司令部等
- 军队
  - 部隊編制主要由以總軍、方面軍、師團、集團、旅團、團以及組成它們的團和大隊爲中心的步兵部隊、炮兵部隊、騎兵部隊、工兵部隊、重兵部隊、裝甲部隊、航空部隊、空降部隊、船舶部隊等特科部隊組成。平時只有師團及組成師團的部隊,總軍、方面軍、軍在戰時、事變時根據軍令設置。

- 学校
  - 教育総監部管轄
    - 陸軍士官学校・陸軍予科士官学校・陸軍幼年学校・陸軍予備士官学校
    - 陸軍戸山学校・陸軍歩兵学校・陸軍科学学校・陸軍野戦砲兵学校・陸軍重砲兵学校・千葉陸軍高射学校・陸軍工兵学校・陸軍輜重兵学校・陸軍習志野学校・陸軍通信学校・陸軍少年通信兵学校

  - 陸軍省管轄
    - 陸軍憲兵学校・陸軍経理学校・陸軍軍医学校・陸軍獣医学校・陸軍法務訓練所・陸軍兵器学校・陸軍騎兵学校・千葉陸軍戦車学校・四平陸軍戦車学校・陸軍機甲整備学校・陸軍少年戦車兵学校

  - 参謀本部管轄
    - 陸軍大学校・陸軍中野学校

  - 航空総監部管轄
    - 陸軍航空士官学校・明野陸軍飛行学校・下志津陸軍飛行学校・浜松陸軍飛行学校・熊谷陸軍飛行学校・大刀洗陸軍飛行学校・白城子陸軍飛行学校・仙台陸軍飛行学校・鉾田陸軍飛行学校・陸軍少年飛行兵学校・大分陸軍少年飛行兵学校・大津陸軍少年飛行兵学校・所沢陸軍航空整備学校・岐阜陸軍航空整備学校・立川陸軍航空整備学校・陸軍航空通信学校等
- 陸軍病院
  - 東京第一陸軍病院・東京第二陸軍病院・大阪陸軍病院・国府台陸軍病院等
- 特務機関
  - 元帥府・軍事参議院・侍従武官府・東宮武官・皇族王公族附武官・陸軍将校生徒試験委員
  - 委託学生・外国留学生・大公使館附武官等

### 階級
| 階級     | 兵科                   | 兵科                   | 各部           | 各部         | 各部         | 各部         | 各部         | 各部           | 各部           | 各部         | 各部           | 各部           | 各部         | 各部             |
| 階級     | 兵科                   | 兵科                   | 技術部         | 経理部       | 経理部       | 衛生部       | 衛生部       | 衛生部         | 衛生部         | 獣医部       | 獣医部         | 軍楽部         | 法務部       | 法務部           |
| 階級     |                        | 憲兵                   | 技術部         | 主計         | 建技         | 軍医         | 薬剤         | 歯科医         | 衛生           | 獣医         | 獣医務         | 軍楽部         | 法務         | 法事務           |
| -------- | ---------------------- | ---------------------- | -------------- | ------------ | ------------ | ------------ | ------------ | -------------- | -------------- | ------------ | -------------- | -------------- | ------------ | ---------------- |
| 大元帥   | 天皇                   | 天皇                   | 天皇           | 天皇         | 天皇         | 天皇         | 天皇         | 天皇           | 天皇           | 天皇         | 天皇           | 天皇           | 天皇         | 天皇             |
| 元帥大将 | 元帥陸軍大将（名誉職） | 元帥陸軍大将（名誉職） |                |              |              |              |              |                |                |              |                |                |              |                  |
| 大将     | 陸軍大将               | 陸軍大将               |                |              |              |              |              |                |                |              |                |                |              |                  |
| 中将     | 陸軍中将               | 陸軍中将               | 陸軍技術中将   | 陸軍主計中将 | 陸軍建技中将 | 陸軍軍医中将 | 陸軍薬剤中将 |                |                | 陸軍獣医中将 |                |                | 陸軍法務中将 |                  |
| 少将     | 陸軍少将               | 陸軍少将               | 陸軍技術少将   | 陸軍主計少将 | 陸軍建技少将 | 陸軍軍医少将 | 陸軍薬剤少将 | 陸軍歯科医少将 |                | 陸軍獣医少将 |                |                | 陸軍法務少将 |                  |
| 大佐     | 陸軍大佐               | 陸軍憲兵大佐           | 陸軍技術大佐   | 陸軍主計大佐 | 陸軍建技大佐 | 陸軍軍医大佐 | 陸軍薬剤大佐 | 陸軍歯科医大佐 |                | 陸軍獣医大佐 |                |                | 陸軍法務大佐 |                  |
| 中佐     | 陸軍中佐               | 陸軍憲兵中佐           | 陸軍技術中佐   | 陸軍主計中佐 | 陸軍建技中佐 | 陸軍軍医中佐 | 陸軍薬剤中佐 | 陸軍歯科医中佐 |                | 陸軍獣医中佐 |                |                | 陸軍法務中佐 |                  |
| 少佐     | 陸軍少佐               | 陸軍憲兵少佐           | 陸軍技術少佐   | 陸軍主計少佐 | 陸軍建技少佐 | 陸軍軍医少佐 | 陸軍薬剤少佐 | 陸軍歯科医少佐 | 陸軍衛生少佐   | 陸軍獣医少佐 | 陸軍獣医務少佐 | 陸軍軍楽少佐   | 陸軍法務少佐 | 陸軍法事務少佐   |
| 大尉     | 陸軍大尉               | 陸軍憲兵大尉           | 陸軍技術大尉   | 陸軍主計大尉 | 陸軍建技大尉 | 陸軍軍医大尉 | 陸軍薬剤大尉 | 陸軍歯科医大尉 | 陸軍衛生大尉   | 陸軍獣医大尉 | 陸軍獣医務大尉 | 陸軍軍楽大尉   | 陸軍法務大尉 | 陸軍法事務大尉   |
| 中尉     | 陸軍中尉               | 陸軍憲兵中尉           | 陸軍技術中尉   | 陸軍主計中尉 | 陸軍建技中尉 | 陸軍軍医中尉 | 陸軍薬剤中尉 | 陸軍歯科医中尉 | 陸軍衛生中尉   | 陸軍獣医中尉 | 陸軍獣医務中尉 | 陸軍軍楽中尉   | 陸軍法務中尉 | 陸軍法事務中尉   |
| 少尉     | 陸軍少尉               | 陸軍憲兵少尉           | 陸軍技術少尉   | 陸軍主計少尉 | 陸軍建技少尉 | 陸軍軍医少尉 | 陸軍薬剤少尉 | 陸軍歯科医少尉 | 陸軍衛生少尉   | 陸軍獣医少尉 | 陸軍獣医務少尉 | 陸軍軍楽少尉   | 陸軍法務少尉 | 陸軍法事務少尉   |
| 准尉     | 陸軍准尉               | 陸軍憲兵准尉           | 陸軍技術准尉   | 陸軍主計准尉 | 陸軍建技准尉 |              |              |                | 陸軍衛生准尉   |              | 陸軍獣医務准尉 | 陸軍軍楽准尉   |              | 陸軍法事務准尉   |
| 曹長     | 陸軍曹長               | 陸軍憲兵曹長           | 陸軍技術曹長   | 陸軍主計曹長 | 陸軍建技曹長 |              |              |                | 陸軍衛生曹長   |              | 陸軍獣医務曹長 | 陸軍軍楽曹長   |              | 陸軍法事務曹長   |
| 軍曹     | 陸軍軍曹               | 陸軍憲兵軍曹           | 陸軍技術軍曹   | 陸軍主計軍曹 | 陸軍建技軍曹 |              |              |                | 陸軍衛生軍曹   |              | 陸軍獣医務軍曹 | 陸軍軍楽軍曹   |              | 陸軍法事務軍曹   |
| 伍長     | 陸軍伍長               | 陸軍憲兵伍長           | 陸軍技術伍長   | 陸軍主計伍長 | 陸軍建技伍長 |              |              |                | 陸軍衛生伍長   |              | 陸軍獣医務伍長 | 陸軍軍楽伍長   |              | 陸軍法事務伍長   |
| 兵長     | 陸軍兵長               | 陸軍憲兵兵長           | 陸軍技術兵長   |              |              |              |              |                | 陸軍衛生兵長   |              |                | 陸軍軍楽兵長   |              | 陸軍法事務兵長   |
| 上等兵   | 陸軍上等兵             | 陸軍憲兵上等兵         | 陸軍技術上等兵 |              |              |              |              |                | 陸軍衛生上等兵 |              |                | 陸軍軍楽上等兵 |              | 陸軍法事務上等兵 |
| 一等兵   | 陸軍一等兵             |                        | 陸軍技術一等兵 |              |              |              |              |                | 陸軍衛生一等兵 |              |                |                |              |                  |
| 二等兵   | 陸軍二等兵             |                        | 陸軍技術二等兵 |              |              |              |              |                | 陸軍衛生二等兵 |              |                |                |              |                  |

以下是太平洋战争（大东亚战争）前后部队和部队指挥官的分配示例。

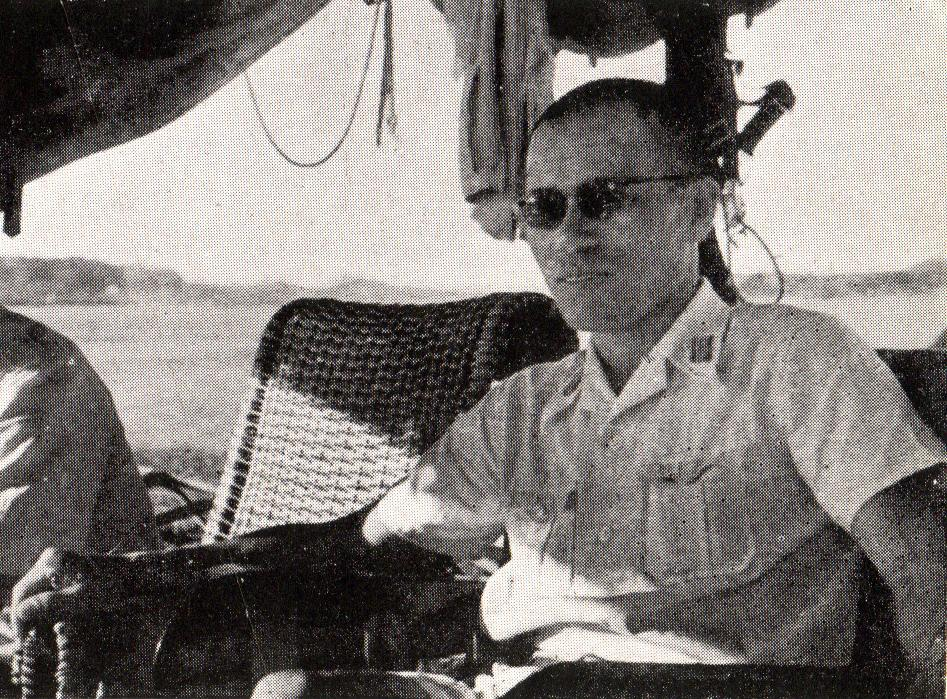
1942年初（昭和17年）
飛行第64戦隊長加藤建夫陸軍中佐

- 总司令（中国远征军、南方军、关东军）/总司令（第1总军、第2总军、航空总军）
- 地区陆军指挥官 - 少将/中将
- 陆军司令、空军司令、师司令、坦克师司令、空军师司令、防空师司令 - 中将
- 行军大队指挥官/旅指挥官/步兵指挥官 - 少将
- 联队指挥官- 少将、上校、中校
- 总司令/步兵团指挥官 - 上校
- 炮兵团团长、骑兵团团长、工兵团团长、运输团团长、坦克团团长-中校
- 空军中队指挥官/营指挥官- 中校/少校
- 远征团团长，滑翔步兵团团长，搜索团团长- 少校
- 中队指挥官/独立中队指挥官/连长-上尉/中尉
- 空军排长/排长 -中尉/少尉
- 飞行班长- 少校/中士
- 班长- 中士/下士

#### 阶级章

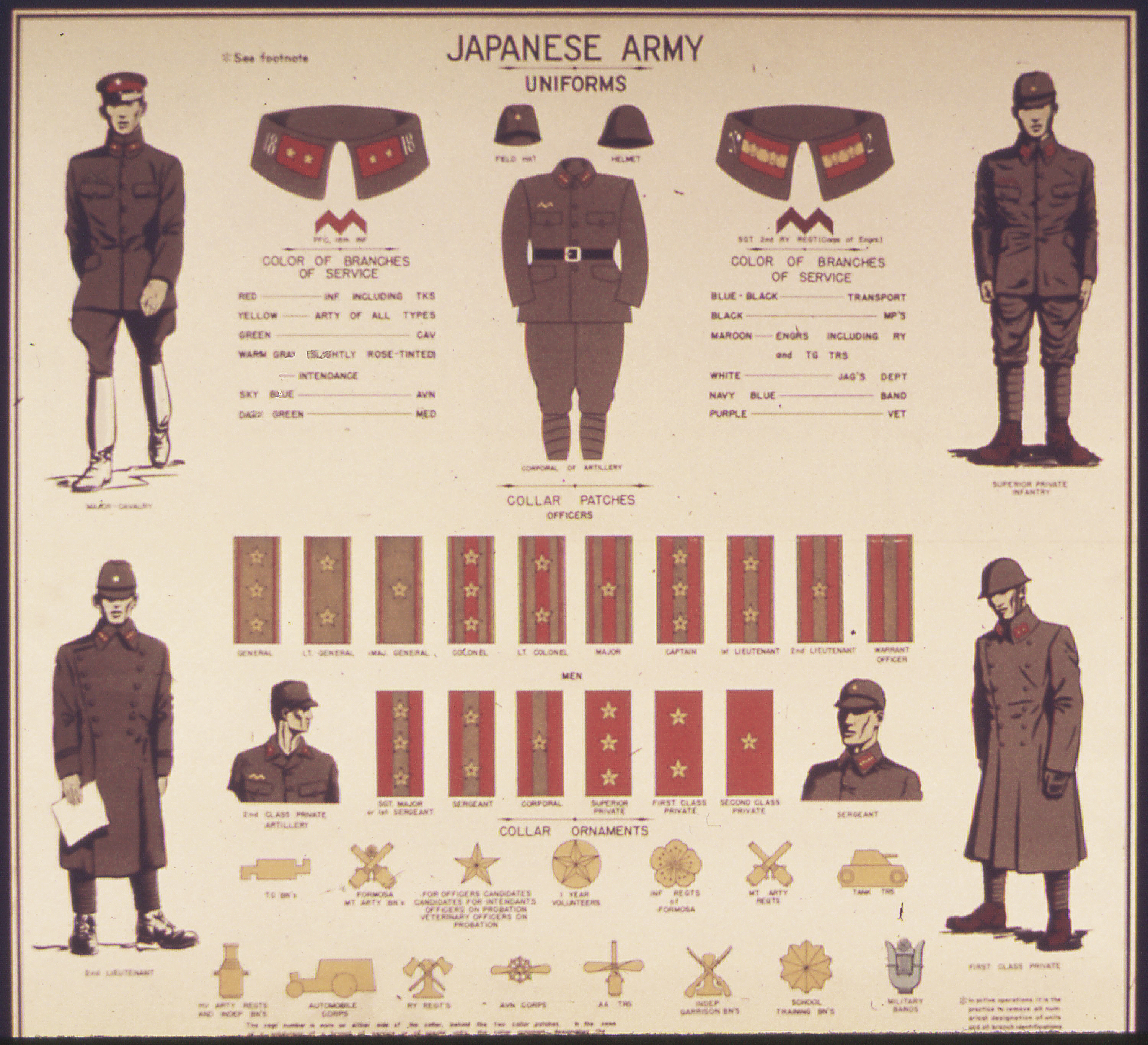
美军在二战期间制作的军服、军衔徽章、军徽图解（约符合昭和13年98式）

以下爲1938年（昭和13年）修訂的昭和13年制軍銜章（金章），除金章地質呈白色而非硃紅色的法務部軍官（法務官）外，全兵科共通，穿御服的大元帥在陸軍大將的軍銜章上附加菊花紋，元帥陸軍大將與陸軍大將的軍銜章一起佩戴元帥徽章，佩戴元帥佩刀。陸軍預科士官學校、陸軍幼年學校、陸軍少年飛行兵學校、陸軍少年戰車兵學校的學生等沒有被指定級別的學生將佩戴不帶星章的無花紋級別章（少年飛行兵的地質顏色不是硃紅色，而是淡藏青色）。

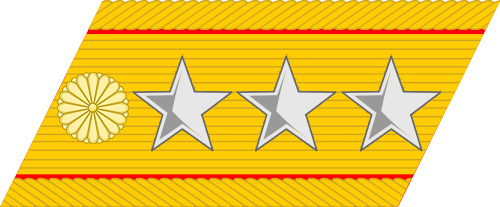
大元帥
元帥徽章（元帥陸軍大将）
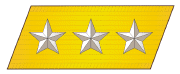
大将
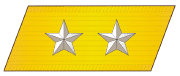
中将
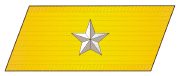
少将
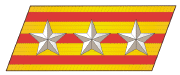
大佐
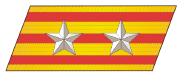
中佐
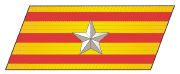
少佐
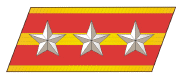
大尉
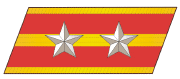
中尉
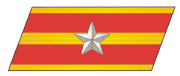
少尉
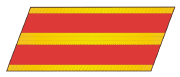
准尉
曹長
軍曹
伍長
兵長
上等兵
一等兵
二等兵

### 征募/生活

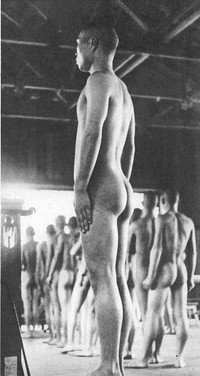
征兵检查模式

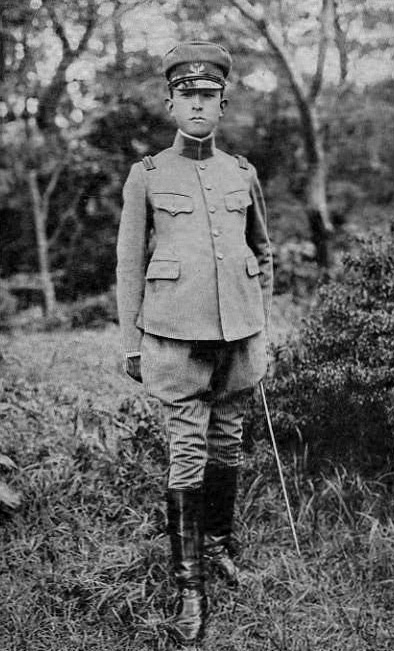
陆志第36团的年轻军官閑院宮春仁王

當時，為了避免藩閥任意錄用，陸軍士官學校以推進明治維新的藩出身的士族為中心。基本上經過舊制中學或陸軍幼年學校進入陸軍士官學校（預科），接受與舊制高中同等的普通學及基礎軍事教育後，作為士官候補生在原隊進行附隊工作，然後進入陸軍士官學校本科接受專業軍事教育後畢業。初期曾有過通過陸軍教導團被任命爲下士（下士官）後進入陸軍士官學校的經歷，也有過像武藤信義一樣成為元帥陸軍大將的例子。
1938年（昭和13年），日本陸軍新設了專門培養航空要員軍官的機構——陸軍航空士官學校。該學校主要培訓軍用機飛行員、軍用機技術士官和軍用機械士官。在第二次世界大戰期間，陸軍航空士官學校成為日本陸軍航空兵團的主要培訓機構之一。隨著日本陸軍的戰敗，陸軍航空士官學校於1945年解散。
自1917年（大正6年）起，陸軍開始實行准尉候選人制度，到1920年（大正9年）時，制定了少尉候選人制度。這兩種制度都是為了從准士官和下士官中選拔優秀人才，讓其進入陸軍士官學校或陸軍航空士官學校接受軍官教育，然後任命其為擁有部隊指揮權的指揮官現役軍官（少尉）。此外，帝國陸軍不存在像帝國海軍的特務士官制度和軍令執行令等制度。因此，「士官候補生出身的現役兵科軍官」和「少尉候補生出身的現役兵科軍官」在制度上被平等對待。例如，少尉候選人出身的現役兵科軍官也有參加陸軍大學考試的資格。
陸軍士官學校之外，陸軍也實行了其他制度以培養軍官，其中包括：
一年現役制：自1883年（明治16年）開始實行，所有中學畢業以上學歷者都可報名成爲一年志願兵。從1889年（明治22年）開始，這一制度擴大至包括官立和私立學校。
預備役軍官制度：自1927年（昭和2年）開始，具有甲種幹部候補生資格的志願者可以在陸軍預備士官學校接受1年左右的教育，成爲預備役軍官。在第二次世界大戰期間，這些預備役軍官的人數超過了現役軍官的人數。
特別志願軍官制度：自1939年（昭和14年）起，從甲種幹部候補生或者一年志願兵出身的預備役軍官中招募特別志願軍官，這些軍官可以接受陸軍士官學校的教育，並從預備役軍官變爲現役軍官。
這些制度的實行使得陸軍軍官的來源更加多樣化，並且對於動員和軍事作戰起到了重要作用。
士兵通過徵兵令後，通常成爲士兵，在服役期滿後可選擇退伍或成爲職業軍人成爲下士官。
擁有高學歷的人在校期間被緩期徵兵，畢業後需要接受徵兵檢查，但由於知識和年齡等方面的差距較大，他們很難被部隊接納，因此幾乎沒有入伍的情況。但在1940年之後，由於兵力不足，高學歷者也開始實際入伍服役。在徵集或召集後，具有中學畢業以上學歷的人可以選擇成爲幹部候補生、特別幹部候補生、特別駕駛實習士官等，成爲軍官或下士官。在學生出徵時，很多學生和學生都利用自己的高學歷加入軍隊。
在大戰末期，幹部候補生志願被半強制執行，但是軍人以外的人從事軍務的時間延長，畢業後經過一定的時間，不志願從事軍事服務的人也不在少數。
帝國陸軍起源於明治維新後的1871年（明治4年），當時從薩摩、長州、土佐徵集並組織起來直屬天皇的御親兵，後來更名為近衛。當時薩摩、長州沒有可以奉獻的騎兵，但板垣退助擔任練兵的土佐藩軍兼備騎兵、步兵、炮兵，成為軍隊的基礎。明治政府以這一兵力為背景，堅決實行了廢藩置縣。在帝國陸軍創建期，大村益次郎作為兵部省兵部大輔，主要構築了兵制的基礎，並以從士族的軍制向徵兵制的國民兵制過渡為目標。1872年（明治5年）2月，隨著兵部省的改編，陸軍省正式成立，但大村益次郎被暗殺後，山縣有朋繼任其後任。1874年（明治7年）1月發佈徵兵令，同年4月，首次徵兵的兵卒入伍東京鎮台。
但是近衛不滿徵兵制是對武士的侮辱，以徵韓論西鄉隆盛下野爲契機，軍官兵大量辭職。當初只負責維持國內治安、鎮壓叛亂勢力（佐賀之亂、神風聯之亂、西南戰爭等）等工作。當初兵部省在1871年設立了東京、大阪兩個鎮臺，後來設立了鎮西鎮臺、東北鎮臺。陸軍省成立後的1873年（明治6年）將全國分爲6個軍管（東京、仙台、名古屋、大阪、廣島、熊本），分別設置1個鎮臺，鎮壓叛亂分子。1888年（明治21年）6個鎮臺原封不動地改編爲師團，分別改編爲第1師團、第2師團、第3師團、第4師團、第5師團、第6師團，守衛舊鎮臺地，近衛成爲近衛師團，以守護禁闕為主要任務。

## 略史

### 早期

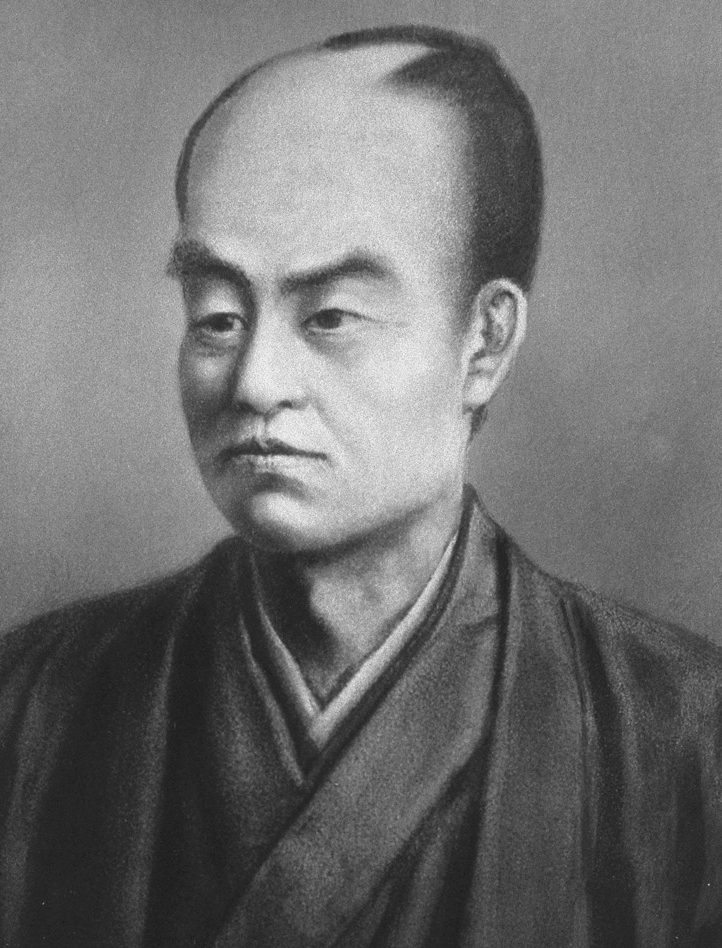
日本陆军之父大村益次郎

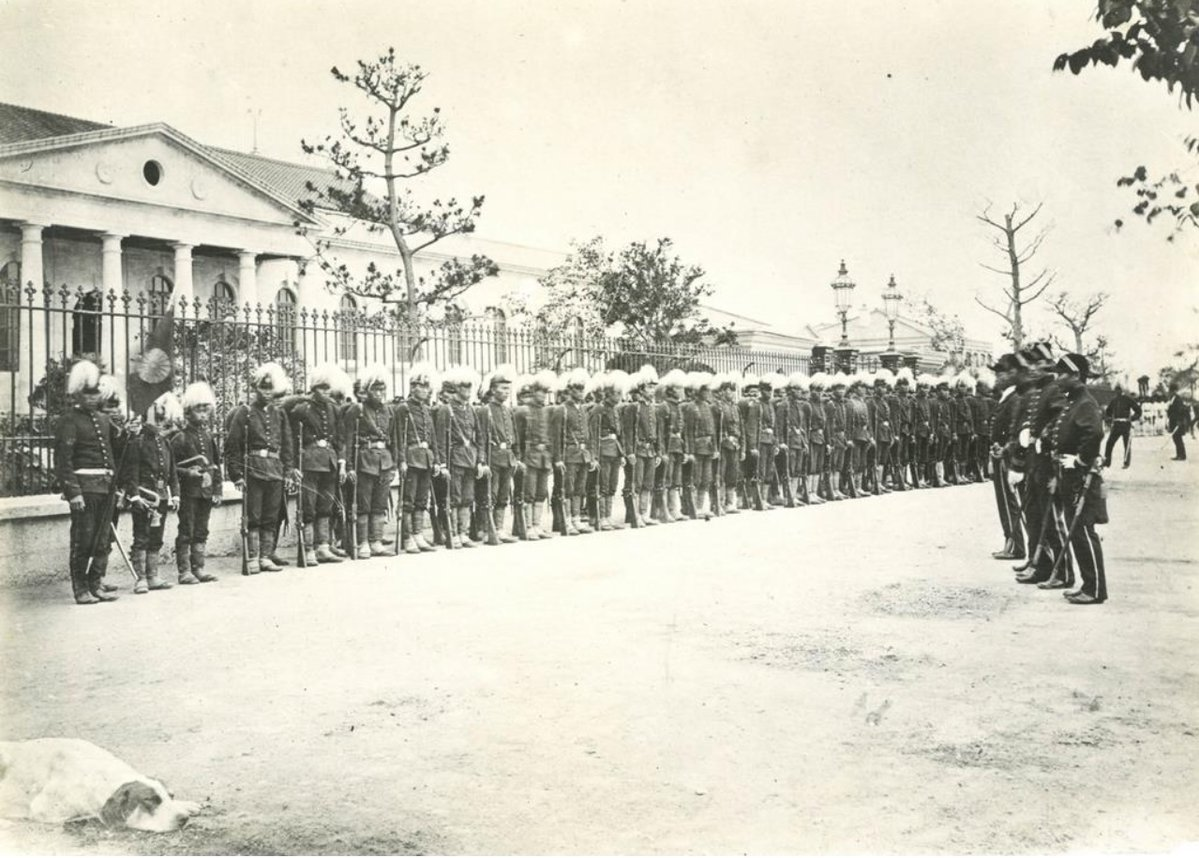
1872年前后的禁卫军（明治5年）

1874年出兵臺灣後，外徵軍功能逐漸得到加強，普法戰爭勝利後受到世界矚目的普魯士王國陸軍參謀少校麥克爾於1885年（明治18年）被邀請爲陸軍大學教授，並根據其建議於1886年（明治19年）進行了大山岩等人的改革。這一時期，帝國陸軍發生了巨大的變化，從1888年（明治21年）以法國共和國陸軍爲範本重視據點防守的鎮臺制開始，改編爲編入後方支援部隊，運用機動性高的師團的積極防禦的普魯士式。

萨摩之乱、田原坂之战

在日俄大軍交戰的鴨綠江會戰、旅順攻圍戰、遼陽會戰、沙河會戰、黑溝臺會戰等會戰中，帝國陸軍即使流血過多，各地仍擊潰俄羅斯帝國軍。旅順港閉塞作戰失敗後，在黃海海戰中失掉旅順艦隊艦艇的海軍要求正在攻擊旅順要塞的帝國陸軍攻佔2030高地，並從該地區向旅順艦隊發起炮擊。經過激戰，終於在1904年12月5日佔領了該高地，用280毫米榴彈炮攻擊、完敗旅順艦隊，爲海軍在之後的日本海海戰中取得完勝做出了巨大貢獻。爲紀念1905年（明治38年）3月5日至10日，在國運賭注下舉行的奉天會戰中取得勝利，後來制定了陸軍紀念日（3月10日）。

### 远征时期
在日清戰爭勝利後爆發的針對俄羅斯帝國的日俄戰爭中，作爲掌握滿洲方面全陸軍部隊的當地總司令部，在開戰3個月後的1904年（明治37年）6月編制了總軍滿洲軍，總司令由陸軍大將大山岩擔任，總參謀長由陸軍大將兒玉源太郎擔任。

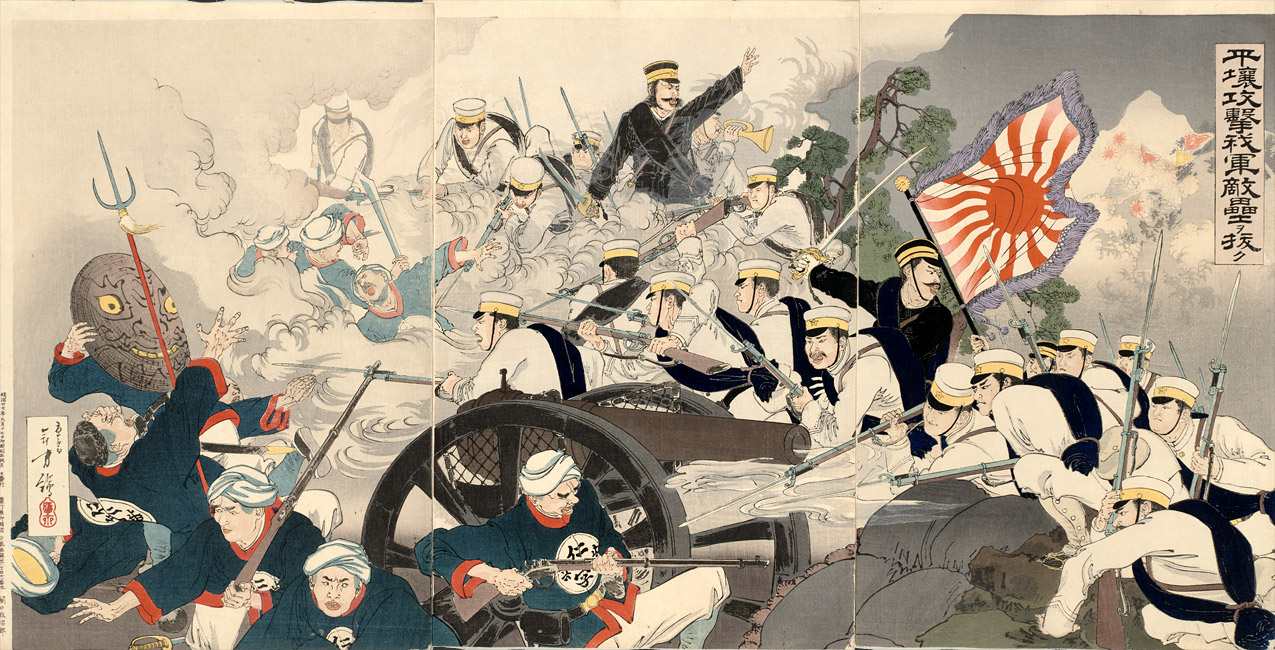
甲午战争，平壤之战

1894年（明治27年）甲午战争开始时，有7个常备师团，但1898年（明治31年）甲午战争后，有6个常设师团（第7、8、9师团、 10师团） ，第11师，第12师）被增設。
在日俄戰爭中，所有師團都被派遣到戰場，留在內地的師團消失，因此，在戰爭期間的1905年4月，新編了4個師團（第13師團以外）。日韓合併後，將舊大韓帝國軍人編入朝鮮軍人。另外,爲了防禦韓半島，將2個師團輪流派遣到朝鮮，辛亥革命後,由於中華民國混亂，加強警備的必要性增大，陸軍大臣上原勇作要求西園寺公望首相增設2個師團，因此，第2次西園寺內閣最終因混亂而倒臺。此後，按照陸軍部的要求，1915年（大正4年）決定編制守衛韓半島的2個師團（南部第19師，北部第20師團）。

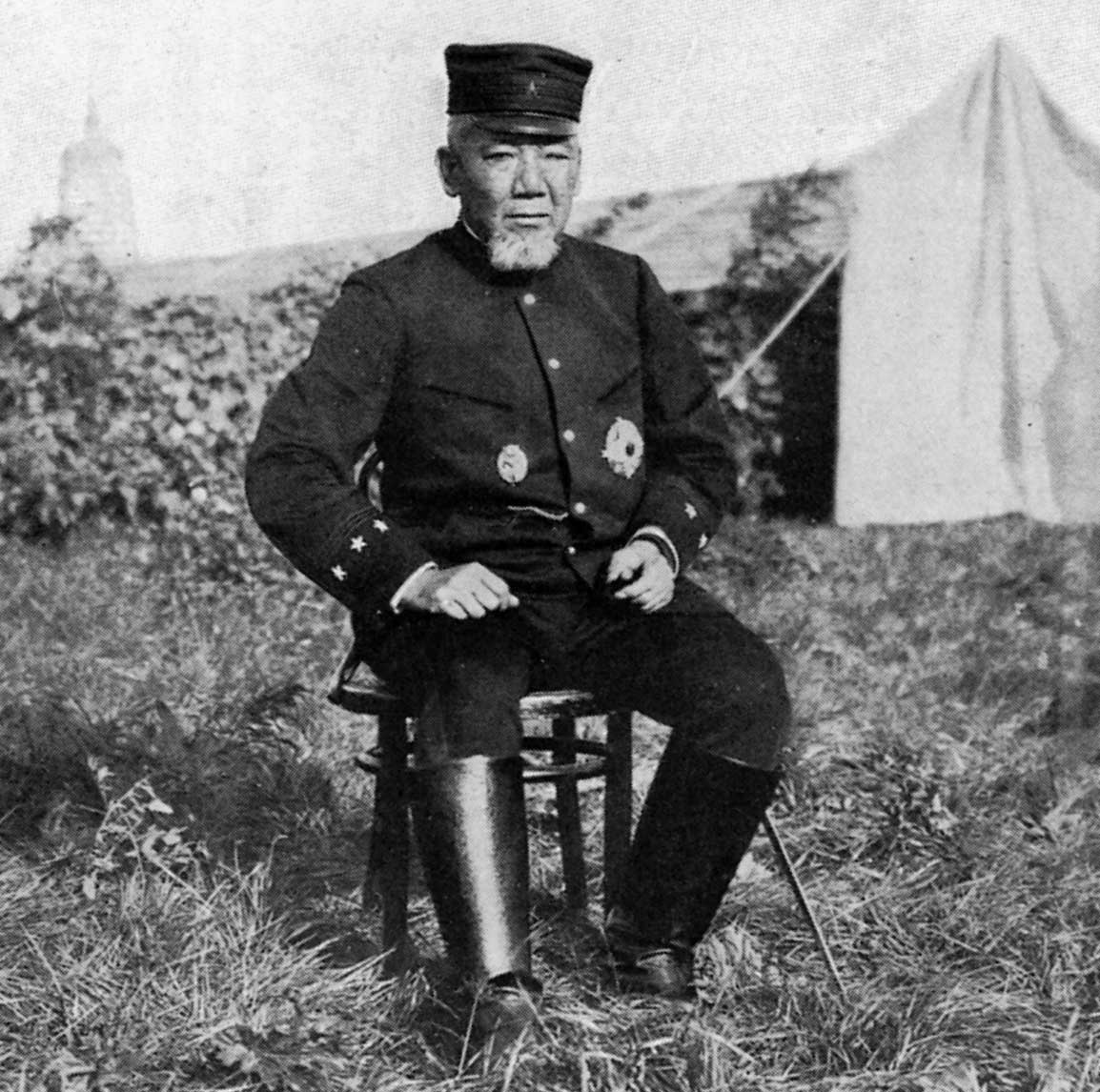
满洲军总司令大山岩元帅

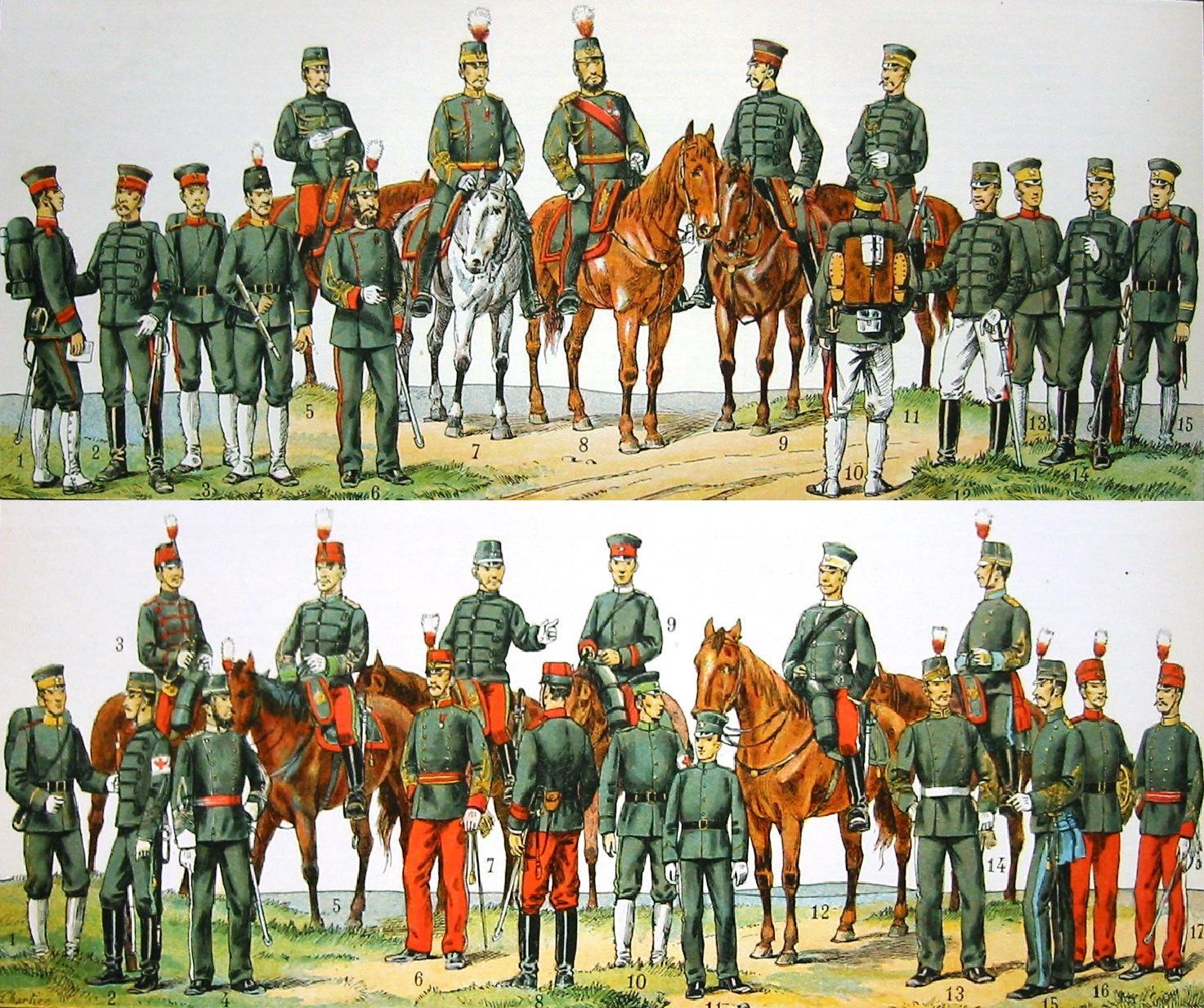
法国百科全书中描绘大日本帝国陆军士兵制服的插图（1900 年）

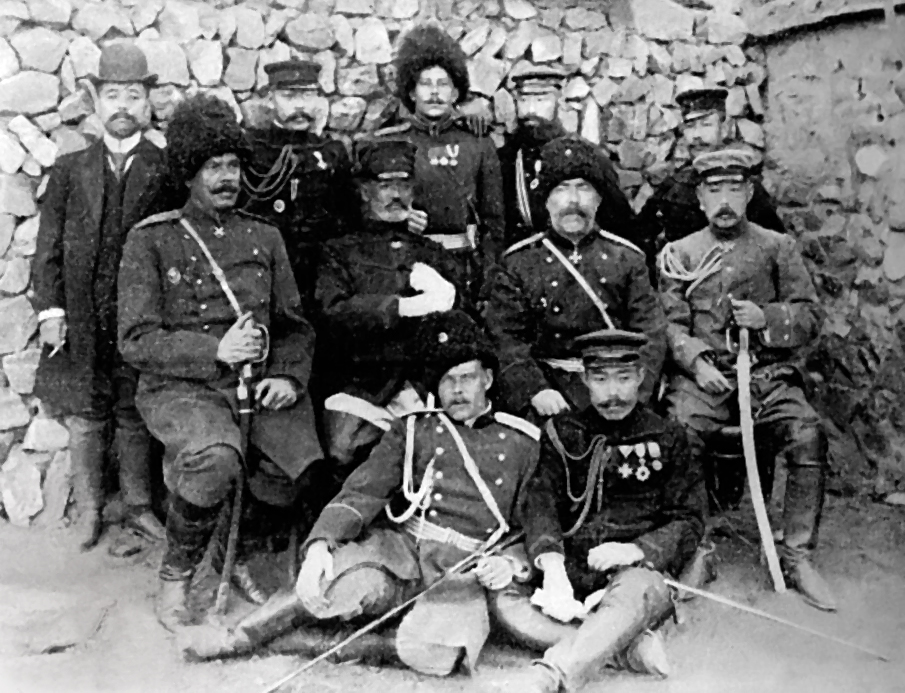
第3集团军司令员乃木希典大将和旅顺要塞司令员阿纳托利·斯特塞利中将

大正時期第一次世界大戰時，以日英同盟爲基礎，作爲同盟國參戰，1914年（大正3年）與海軍、英軍一起攻佔敵對中央同盟國德意志帝國租借的中國青島（日德戰爭、青島戰爭），最終成爲戰勝國。帝國陸軍以多數軍官爲觀戰武官派遣到第一次世界大戰的主戰場歐洲進行詳細調查，並進行了以德軍敗因和戰壕戰爲代表的總力戰研究，結果在資源貧乏、基礎工業能力貧乏的國力下，作爲短期殲滅敵軍主力的手段，具備了重視步兵滲透戰術突破戰壕線和支援運用戰車、飛機的戰略、戰術及裝備。

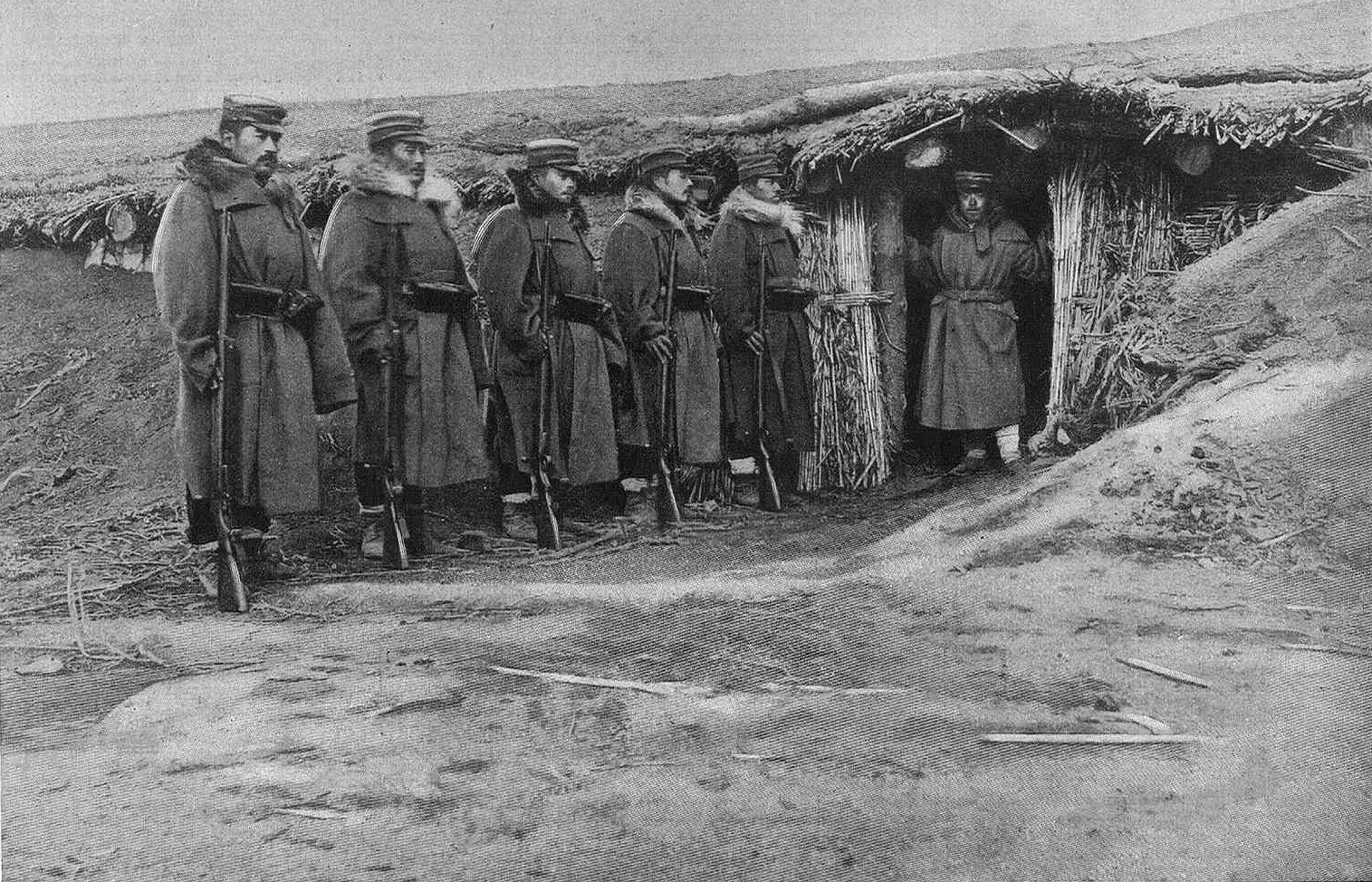
日本兵。日俄战争(1905)

1922年以後，隨着世界性的裁軍潮流，在山梨半造及宇垣一成陸軍大臣的帶領下，進行了3次裁軍（山梨裁軍、宇垣裁軍），4個師團（第13師團、第15師團、第17師團、第18師團）和多數陸軍地方幼年學校等被廢除，平時編制的三分之一（官兵約10萬名）被裁減。

### 第一次世界大战时期

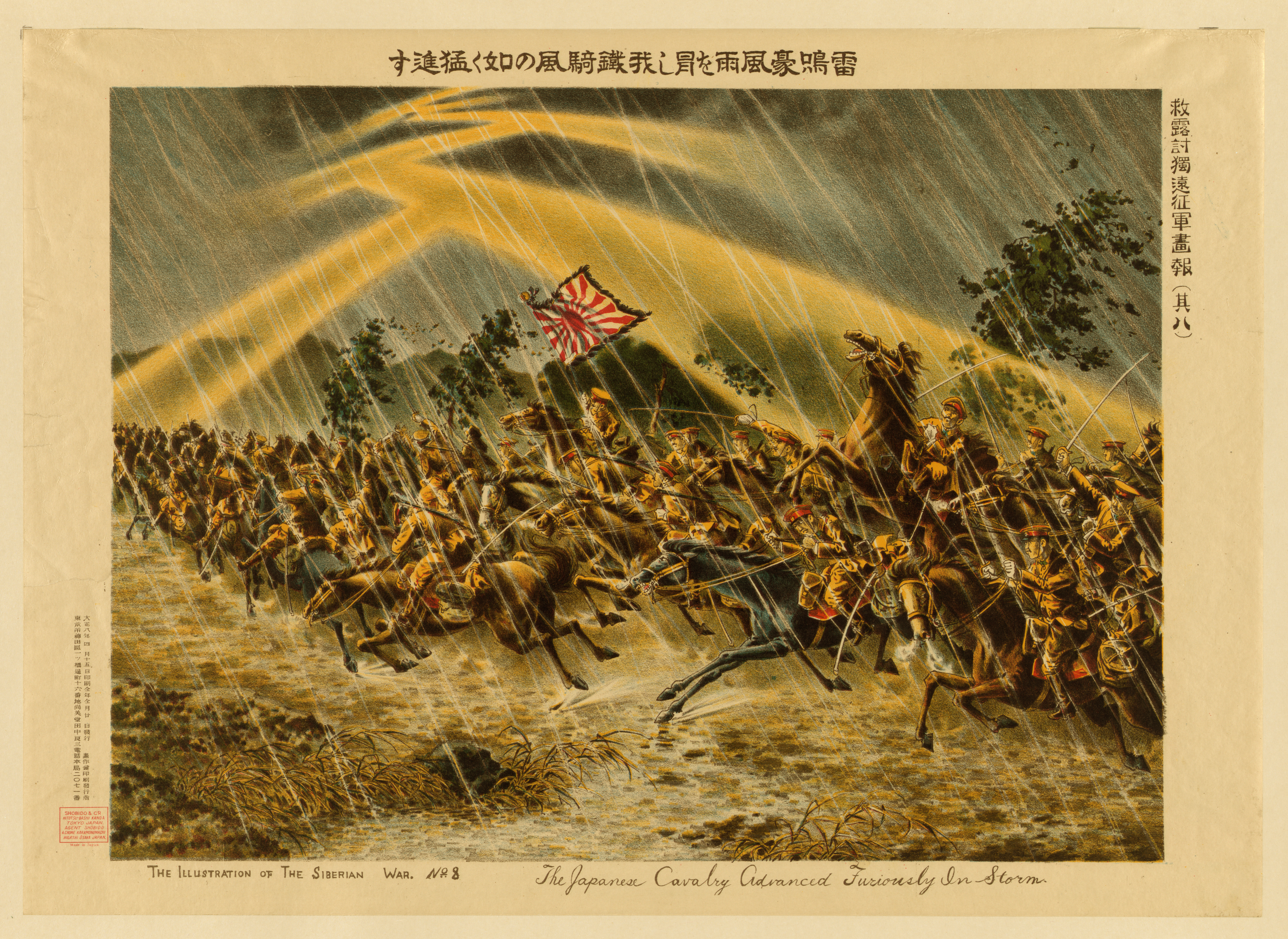
远征西伯利亚的帝国陆军骑兵团

另外，從第一次世界大戰結束前的1918年（大正7年）開始，作爲干涉因前一年俄羅斯革命而進入內戰的俄羅斯蘇維埃聯邦社會主義共和國的戰爭，日本與盟國一起派兵（西伯利亞出兵）同盟國中，日本投入了最大的兵力，直到1922年（大正11年）爲止，將與波利舍維基的工農赤軍和游擊隊展開戰鬥。
在北滿，從20世紀30年代中期開始，滿洲國（日本）和蘇維埃聯邦及蒙古人民共和國之間因國境劃定問題發生小規模國境紛爭，1938年（昭和13年）7月引發了大規模的張鼓峯事件。張鼓峯事件本身就是第19師團擊退了蘇聯軍的進攻,死守並確保了國境線,結果維持現狀的日蘇兩軍分擔了痛苦。1939年（昭和14年）9月爆發的「諾門罕戰役」雖然比前年的「張鼓峯事件」更加激烈，但在擁有強大兵力的蘇聯軍隊面前，除了南部地區以外，還被擠到了蘇聯主張的國境線，最終停戰。

### 裁军期
1925年（大正14年）宇垣裁軍時，通過充裕的預算，同時以帝國陸軍的現代化爲目標，進行了航空兵科獨立、陸軍汽車學校、陸軍通信學校及陸軍飛行學校2所、1個坦克團和高射炮團及2個飛行團的新編制等，爲了減少平時定員、確保緊急動員兵力，決定創設學校訓練制度，在中學等以上的學校安排陸軍現役軍官（學校分配軍官）。
昭和时期，他主张最高统帅权独立，脱离政府控制，独断专行。此外，他还经常被批评造成政治混乱，例如在2月26日事变后多次推翻军相现役军官制内阁，仓促投入导致二战的鲁莽战争等。由于对共产主义心存戒心，他将苏联视为自己最大的假想敌，制定的作战计划主要集中在中国大陆，经常与视美国为假想敌的海军发生冲突。

### 昭和初期
對此，國民政府軍事委員會委員長蔣中正在德國的支援下，以中央系精銳部隊國府中央軍試圖殲滅帝國陸軍派遣部隊，但帝國陸軍在鬆井石根大將的指揮下在淞滬會戰中擊潰了國軍。此後，無視中央（大本營，參謀本部）命令的當地部隊獨斷專行被默認，攻陷了國民政府的首都南京（南京保衛戰）。陸軍中央和國民政府之間的中日和平工作——特勞特曼工作反而因海軍（米內光政海軍大臣）和政府（第一次近衛內閣）的妨礙而流產，從而失去了停戰的機會。此後，中國戰線不斷擴大，陷入持久戰的泥潭。

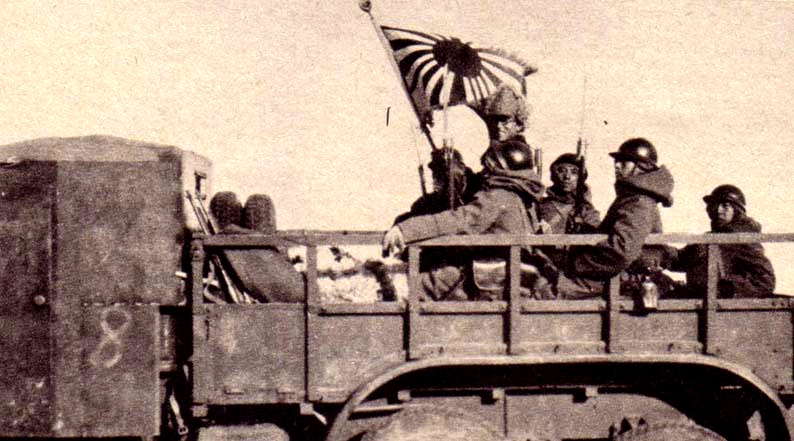
满洲事变

並且，爲了確保全力戰所需的資源，經過九一八事變、一二八事變、盧溝橋事件，向中國大陸大量派兵，在各地擊潰了現代化不進展的地方軍閥，向畢業於振武學校、曾在陸軍士官學校留學、工作過的國民政府軍事委員會委員長蔣中正領導的國民政府要求服從，但由於蔣中正與共產黨與西安事變妥協，表明了徹底的抗戰，所以根據昭和天皇的命令，試圖在國民政府控制的最大據點上海進行決戰（第二次上海事變）。
1937年11月，因戰局不利，國民政府遂遷都重慶，1937年12月，日本帝國陸軍掌控了國民政府首都南京。
1939年9月，除關東州（滿洲）外，編制了掌握中國方面陸軍部隊的總軍支那派遣軍，但向中國派兵過多浪費了國力，不僅因圍繞中國大陸的利害衝突而惡化了與美國的關係，而且以確保駐軍部隊的糧草爲優先，反覆進行無意識的徵用，使華北的佔領地經營失敗，允許中國共產黨擴大勢力，成爲導致依賴大量資源和技術的美國經濟制裁、禁運的原因。隨着中日戰爭（支那事變）的長期化、戰線的擴大，師團的增設接連不斷，從1937年（昭和12年）開始，以留守師團爲基礎，設立了百番臺特設師團（第101師團等），另外，從1940年8月開始，8個常設師團守衛滿洲國，戰線規模擴大，在軍隊之上設立了方面軍。

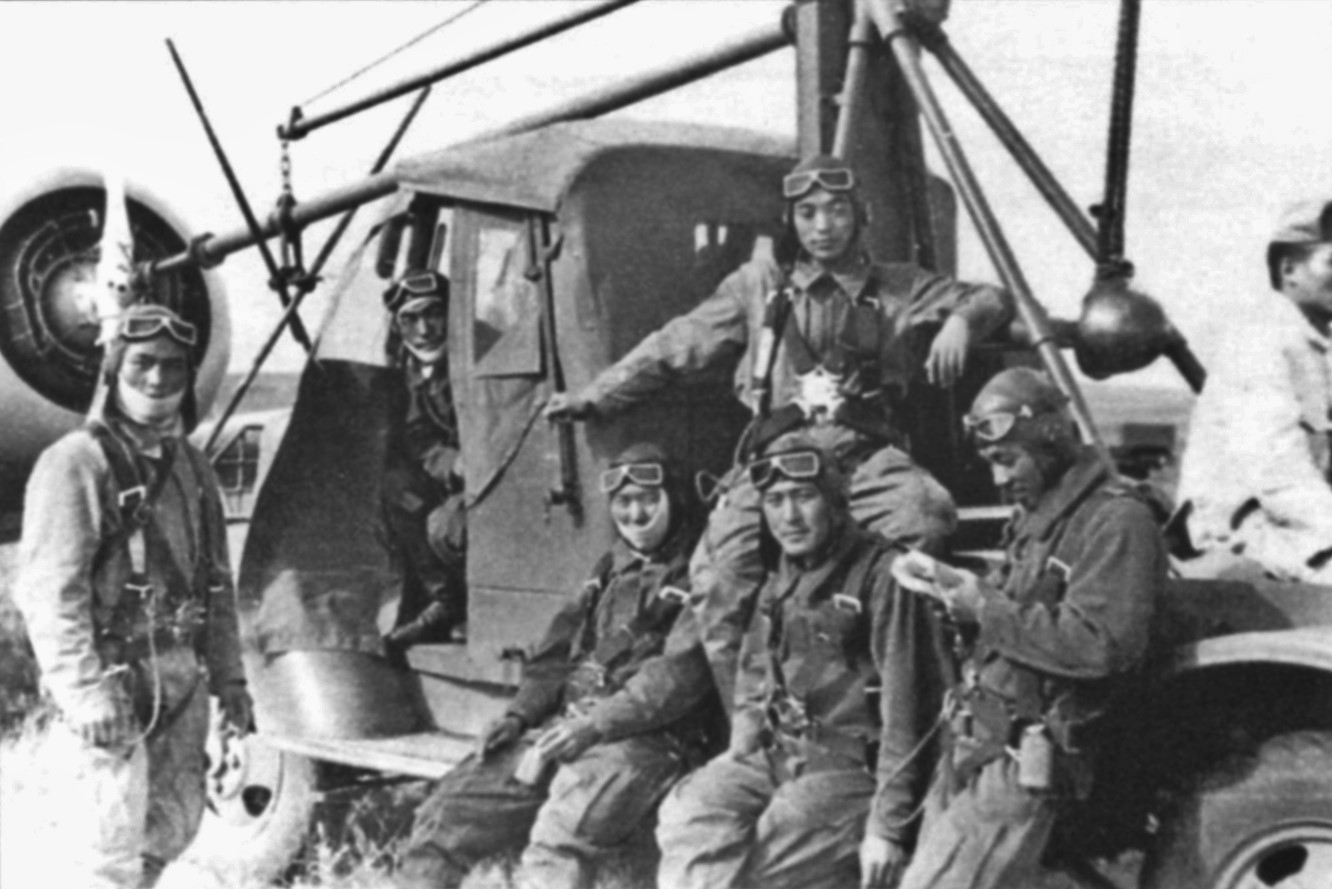
诺门罕事件第24飞行中队97名战斗机和战斗机飞行员（飞行员）

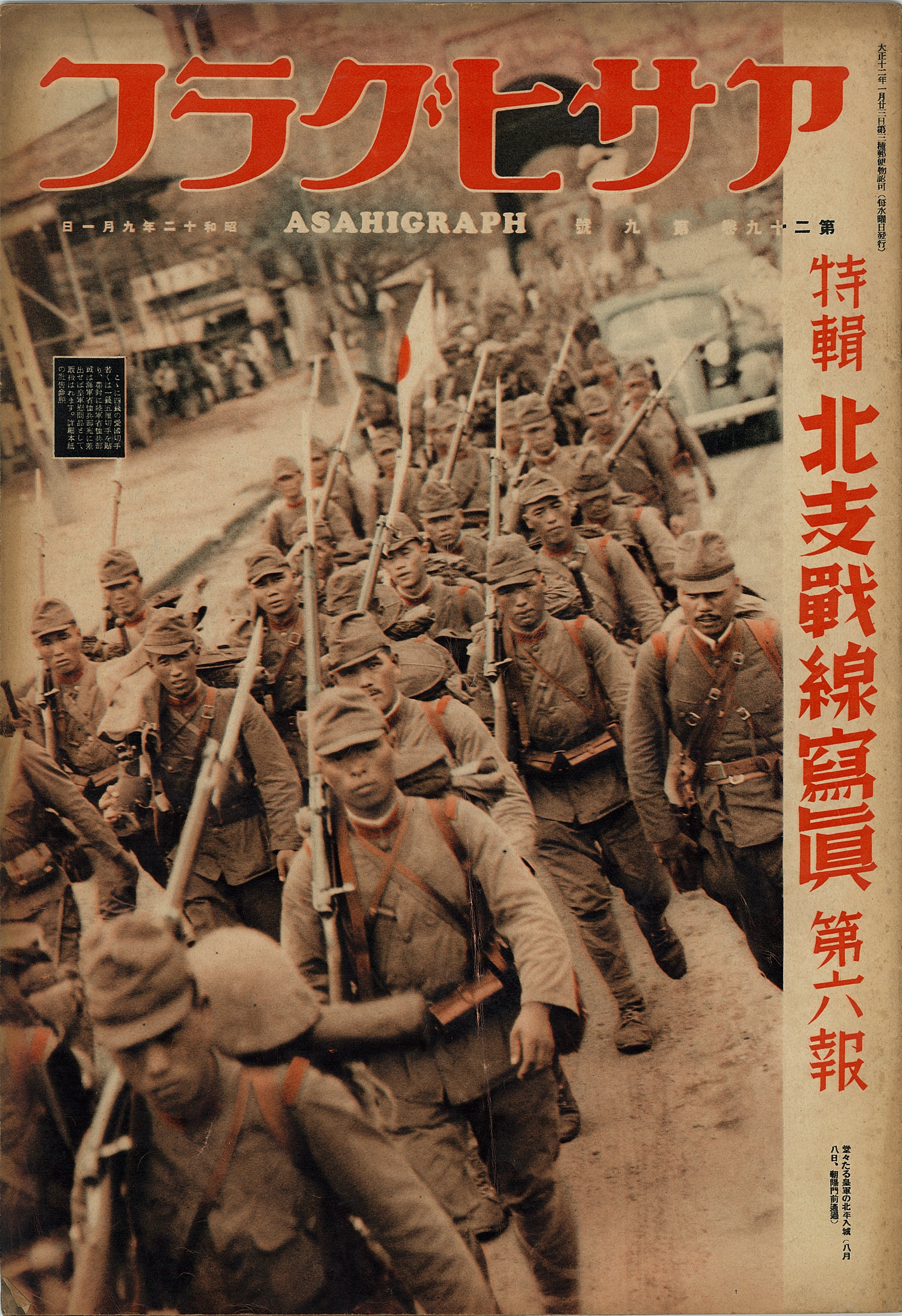
Asahi Graph 1937 年 9 月 1 日封面。 1937年9月1日，皇军进京（朝阳门前）

這一時期，包括美國在內的列強國家汽車產業取得了飛躍性的發展，各國軍隊的機械化水平超過了日本，在「盧溝橋事件」時，被後來因大肅清而軍隊功能下降的蘇聯超越的事實被揭露。受二戰中德軍展開的閃電戰的影響，各國的機械化進一步發展，處於與美國的關係惡化和滿洲事變以後的國際孤立狀況的日本，在技術上處於既難以挽回又難以確保資源的狀況，從與美國和英國的合作向與德國和意大利的同盟尋求出路而傾斜（日德防共協定、三国同盟条约）。
日本在太平洋戰爭期間，採取了閃電戰戰術，並取得了多次勝利。其中，在山下奉文中將的指揮下，九七式中戰車和九五式輕戰車在默里作戰中的夜襲發揮了重要作用，此後，日本在新加坡戰役和香港戰役中擊敗了英軍。日本的攻略目標之一是擁有帕倫班大油田地帶的荷屬印度尼西亞，今村均中將在該地區指揮了下蘭印作戰，分別擊潰了荷蘭王國軍。同時，以空降部隊第一挺進團和加藤隼戰鬥隊等精銳部隊的配合，日本佔領了帕倫班油田和煉油廠，確保了該地區的石油資源。在緬甸戰爭中，日本擊敗了美國、英國、英印軍和中國國民政府軍，最終於1942年5月征服了緬甸全境。在菲律賓攻略戰中，雖然遭到美國遠東陸軍的抵抗，但是在香港戰役中也活躍的軍砲兵第一砲兵隊的重火砲火力也很強，最終在科雷希德要塞攻略戰中獲得了勝利。

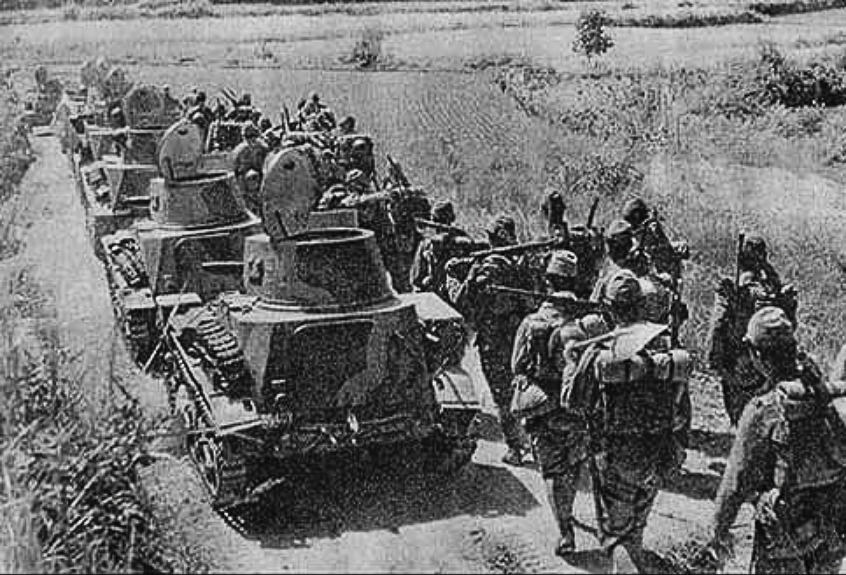
抗日战争/武汉作战中的94式轻型装甲车

在戰爭初期，日本海軍利用其強大的艦隊和精良的飛行員，成功地壓制了英國、荷蘭、美洲的殖民地，實現了確保資源地帶的最大戰略目標。但1941年12月7日，日本海軍先發制人進攻了位於夏威夷的珍珠港，導致美國加入戰爭。從1943年中期開始，由於美軍在戰略上採取了「島嶼跳躍」策略，日本海軍逐漸喪失了太平洋上的制海制空權，日本本土飽受慢性資源和糧食不足的困擾。
後來，聯軍在地面上發起反攻，導致補給不足的日本地面部隊紛紛潰滅、玉碎。瓜達爾卡納爾島戰役、阿圖島戰役、塞班島戰役、關島戰役等戰役是太平洋戰爭中重要的戰鬥。此外，緬甸戰爭、新幾內亞戰爭、布根維爾島戰爭等，一直持續到戰爭結束都成為泥潭的持久戰。而菲律賓防衛戰被稱爲「比島決戰」，因為日本投入了陸海軍大兵力，並且在海軍之後還投入了特別攻擊隊，但最終遭到了慘敗。

### 二战时期

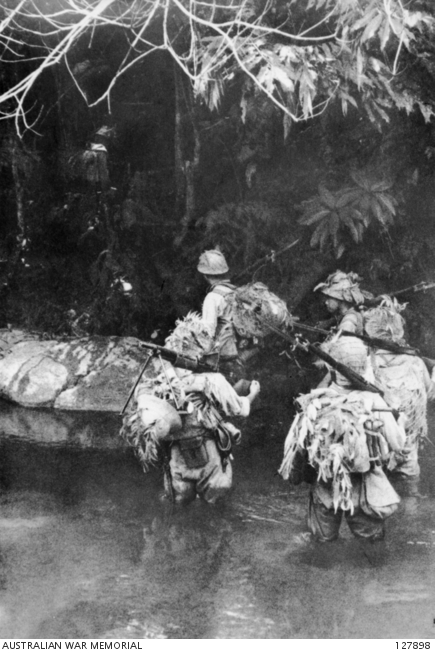
马来行动新山战役

1941年（昭和16年）11月編制了掌握南方陸軍部隊的總軍南方軍，12月8日日軍在南方作戰下，陸軍登陸馬來半島（馬來作戰），海軍突襲夏威夷（珍珠港攻擊），向美國和英國宣戰，日本參加了第二次世界大戰（太平洋戰爭/大東亞戰爭）。

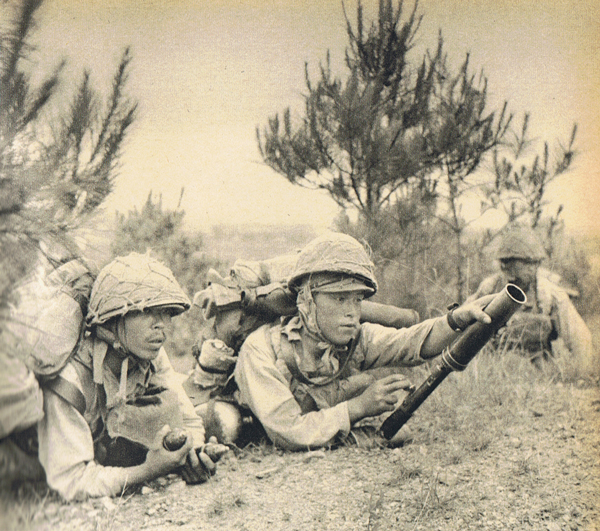
折敢行动中与国府军作战的第13军士兵。浙江省金华市玉溪，1942年5月30日。

如上所述，在資源貧乏、基礎工業能力薄弱、周邊沒有強有力的同盟國的日本，武器、物資的生產力及其補給能力也成比例地弱化，因此導致在戰鬥中犧牲者以上的餓死者、戰傷者、戰病死亡者。同時，從佔領地徵用糧食導致了該地的飢餓，引起了當初歡迎日本爲歐美殖民統治的解放者的當地居民的反對，各地都出現了協助聯軍的地下組織。

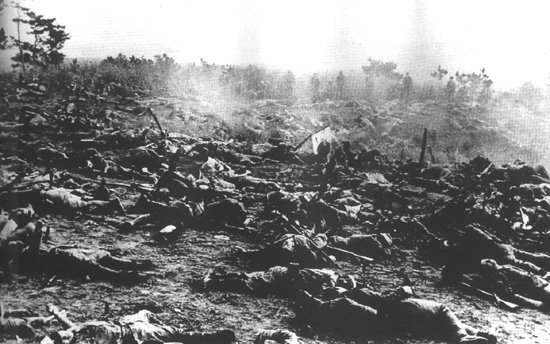
1942 年 10 月 25 日，第 2 师在瓜达尔卡纳尔岛战役中阵亡

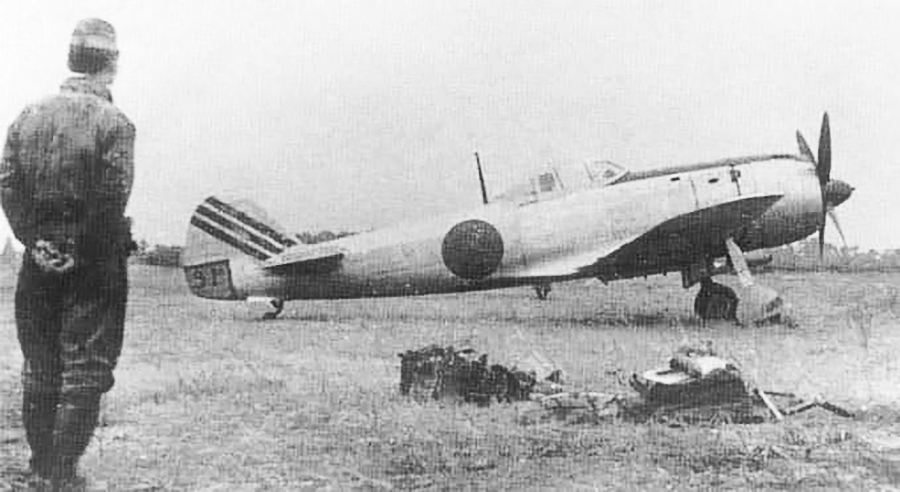
第73航空中队四型战“大风”即将挺进保卫菲律宾

另外，在貝里琉戰役、硫磺島戰役、沖繩戰役中，各最高指揮官（中川州男中將、慄林忠道大將、牛島滿將）和幕僚們的出色指揮和當地防守部隊的勇戰，給聯軍帶來了巨大的損失，在硫磺島給美軍造成了超過日方的損失，在沖繩戰役中，沖繩方面的聯軍最高指揮官西蒙·B·伯克納中將因野戰重炮兵第1團九六式十五糎榴彈炮的炮擊而戰死（這是美軍2017年曆史最高軍銜）。
日本帝國陸軍以高度獨立和對戰爭的掌控能力而聞名。但是，由於頻繁抽調兵力前往南方，其中最著名的是在印度支那和中國南部的戰爭，因此日本的關東軍逐漸弱化。在對德戰爭中，精鍊的蘇聯軍隊的裝甲戰鬥力、航空戰鬥力和機械化步兵等方面的優勢，使日軍無法抵擋蘇聯軍隊的進攻。但是，在蒙古和華北地區的根本博中將所指揮的防禦戰中，關東軍成功擊退了蘇聯軍隊，並與僑民一起成功撤退。此外，在由流槽口季一郎中將所率領的第5方面軍隸屬第91師團防守的佔守島上，以坦克第11團和以九六式十五加農為中心的守衛隊的活躍，進行了佔守島之戰。
在西滿國境的虎頭要塞中，日軍的各種重型加農重榴彈炮應戰，成功防禦了蘇聯軍隊的攻勢，直到8月26日才淪陷。這場虎頭要塞之戰，是第二次世界大戰中的最後激戰地之一。戰後，多數被蘇聯軍隊俘虜的日本官兵被扣留在西伯利亞和蒙古的收容所中，進行極地勞役，造成多數死亡。關東軍在戰爭中的失敗，也意味著日本帝國陸軍作爲主要武裝力量的終結。
戰敗時，僅作戰用飛機就剩下數千架，但由於南方油田運輸困難，燃料枯竭的同時，還出現了武器粗製濫造，空中工作人員和地面工作人員的熟練人員也減少了，這些飛機以及一式中戰車、三式中戰車、二式炮戰車、三式炮戰車等新銳戰車等爲了本土決戰被保留。帝國陸軍內部在謀求終戰的同時也表現出繼戰的意向，但在蘇聯的進攻和美國使用的原子彈的破壞力面前決定投降。部分陸軍軍官對此表示抗議，並製造了試圖發動政變的宮城事件，但由於田中靜一大將和阿南惟幾大將的反對和鎮壓而失敗。

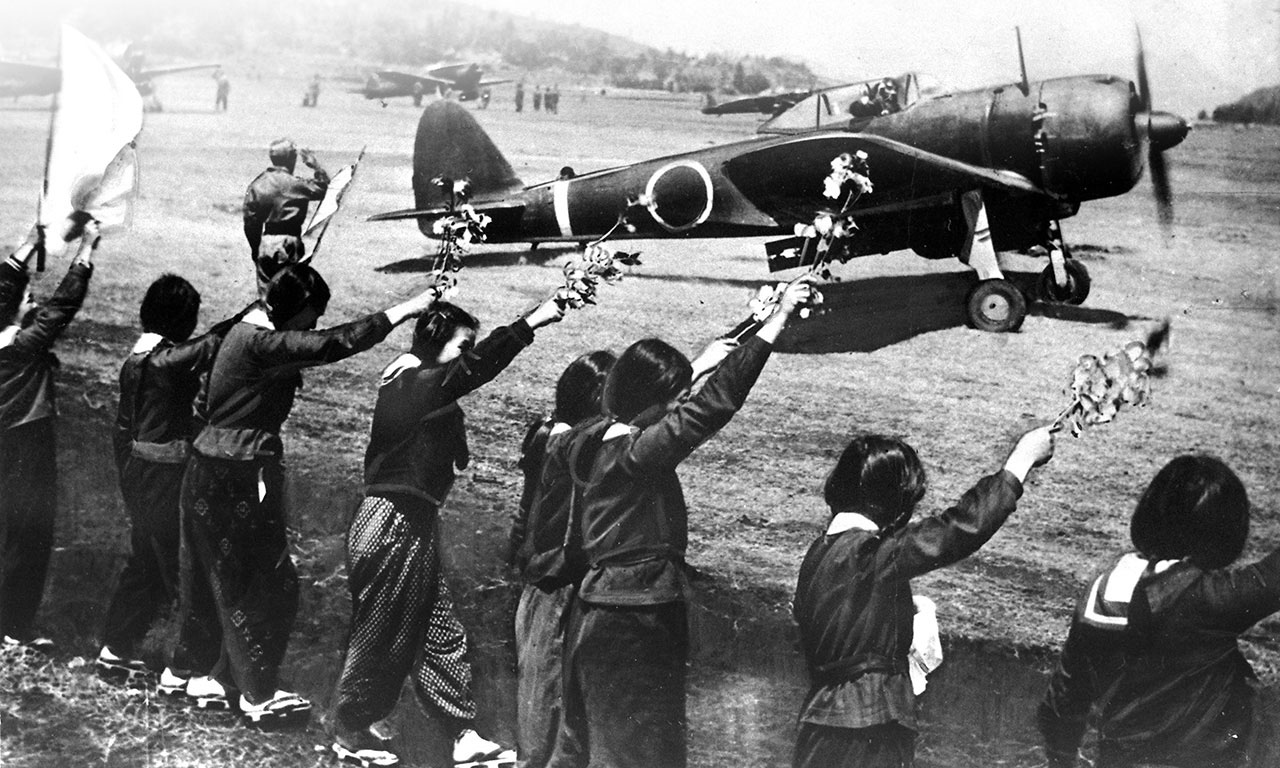
1945年4月，第20新武队（神风队）在第一次战役“隼鸟号”中从知览出发。

1945年（昭和20年）初開始，日本本土遭受大規模空襲，民生遭到破壞，繼戰能力迅速喪失。徵兵、應徵對象年齡也隨着年齡的增長（連根拔起），爲應對本土的決戰，緊急增建師團（沿岸部署師團、機動打擊師團），而且大部分工業基礎設施遭到破壞，新武器開發也不順利，製造出了劣質省力型武器，而且與海軍一起開發出了各種特攻武器，還編入了多個特別攻擊隊。接着，爲了應對本土決戰，還進行了向婦女、兒童等民間人士使用竹槍等原始武器的軍事訓練。4月爲了決號作戰，編制了第一總軍、第二總軍、航空總軍，以山區持久戰爲目標，進行了將大本營和皇宮遷往長野縣鬆代的準備。
擔心戰敗導致國體（天皇制）消失的日本政府開始通過中立國進行和平協商，但其中之一的蘇聯以與美國進行政治交易爲優先，於8月8日深夜突然宣佈廢除《日蘇中立條約》，並宣佈「由於日本拒絕波茨坦宣言，所以受到了聯合國的參戰邀請」，並宣佈了宣戰。9日午夜開始戰鬥，進攻滿洲帝國和南樺太（樺太之戰）。
波茨坦宣言接受後停止戰鬥行動的各地陸軍部隊分別向管轄該地區的聯軍投降，並在其管理下從事復員工作。但是，戰後一段時間一直聯繫不上，分散在各處的部隊仍在繼續抵抗，因此，聯軍正在展開殘黨狩獵活動。另外，參與第一次印度支那戰爭、印度尼西亚独立革命、國共內戰等獨立運動和內戰的軍人也很多（殘留日本兵）。
陸軍省也被改編爲第一復員省、復員廳，之後陸海軍的餘務處理由厚生省、厚生勞動省負責。另外，參謀本部陸地測量部經過內務部地理調查所，被移交到國土地理院，陸軍醫院則與軍醫一起移交到國立醫院（現國立醫院機構），作爲國營醫療機構一直延續至今。陸軍省軍務局熟知復員部隊的所在地、名稱、人員等，因此更名爲第一復員省總務局，負責復員工作，參謀本部作戰科則保留爲第一復員省史實部（後稱史實調查部）。史實部在準備編撰戰史的同時，還進行了以對蘇戰爭爲中心的戰略研究。

### 注解

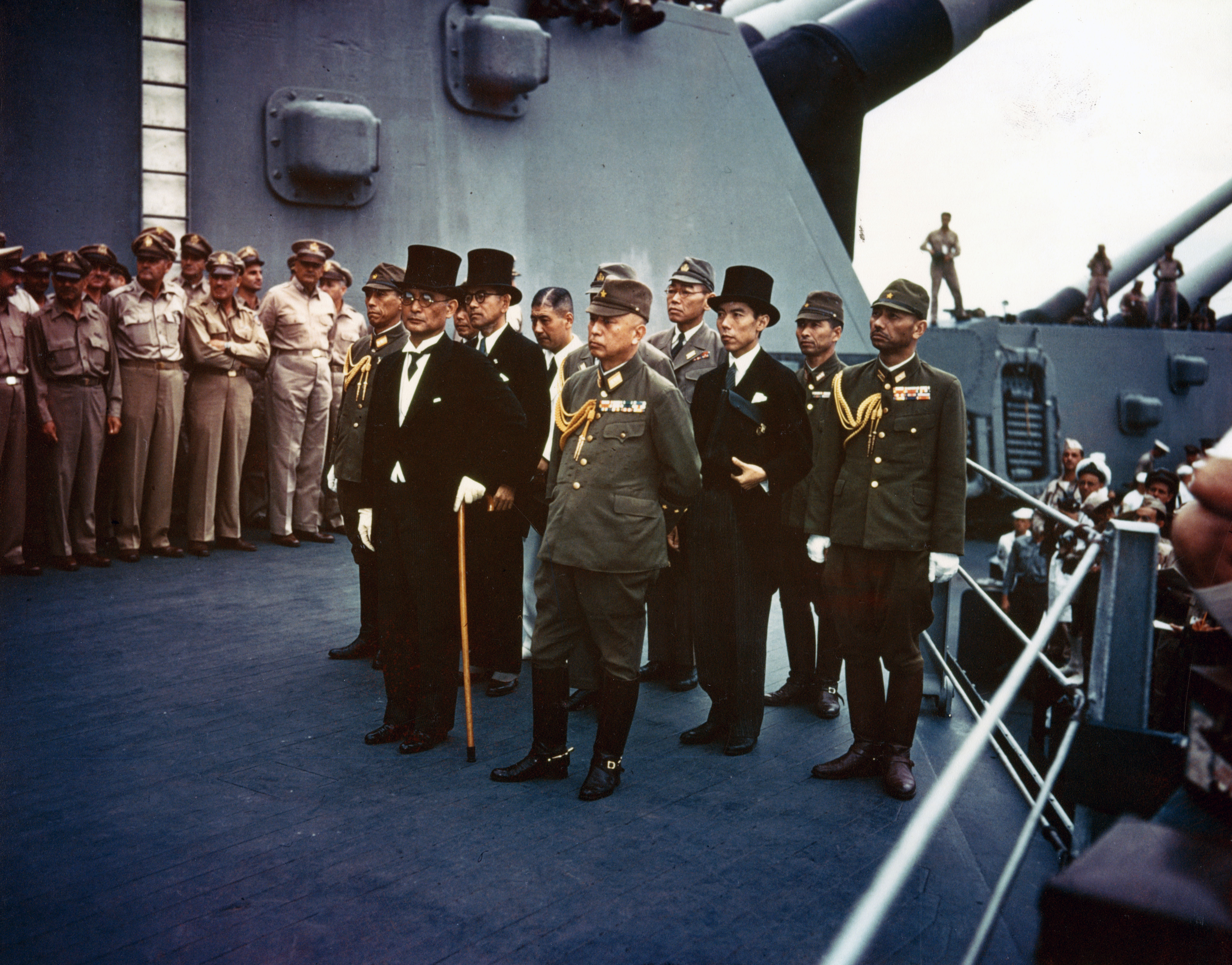
1945年9月2日，外务大臣重光卫、总参谋长梅津美治郎大将与日本全权代表在投降书签字仪式上。曾以帝国总司令部全权代表身份出席签字仪式的陆军上校杉田一司（最后一排最右），后出任陆上自卫队第4任参谋长。

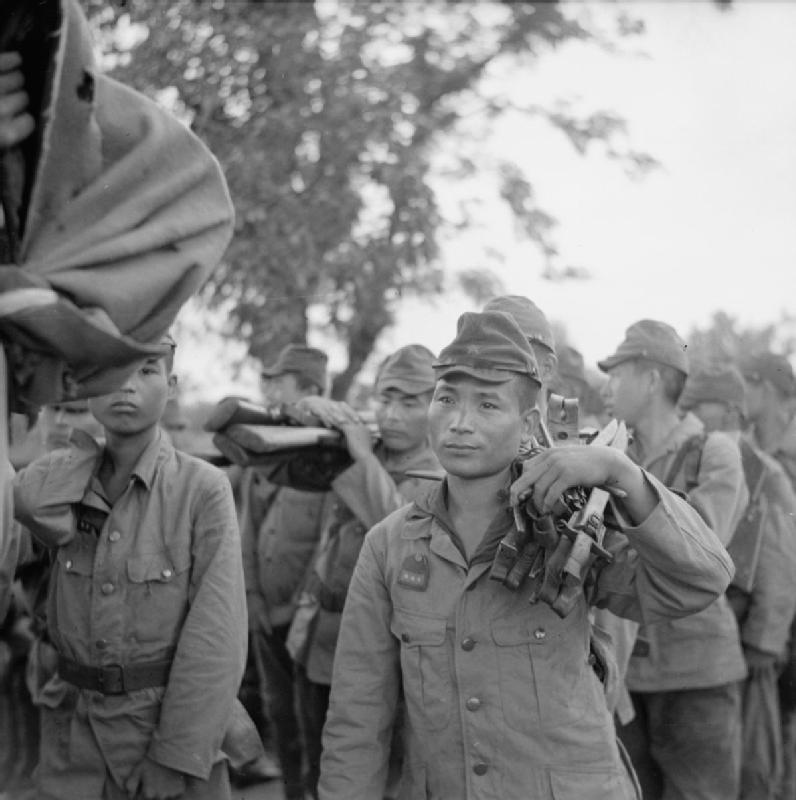
日本士兵投降并被缴械。缅甸，1945 年 9 月

日本戰敗後，政府和舊軍上層人士參考德國將軍漢斯·馮·澤克特重建國防軍的方式，暗中想留下再軍備的核心。1935年（昭和10年），德國在希特勒宣佈重新武裝後幾年內，透過培養少數精銳的選拔者，進行幹部教育，成功重建了士氣兼備的國防軍。陸軍計劃把近衛師團打造成未來再軍備的據點，以守護皇宮為任務。爲了保存近衛師團，日本政府設立了4000多名禁衛府和皇宮衛士總隊，讓陸軍精英得以繼續生存。
1945年（昭和20年）8月29日的終戰處理會議中，為了「確保政府處理終戰所需的警備力」，保留了25.5萬名警力（當時的3倍）和22.7萬名武裝憲兵部隊。其中三分之一的警力和武裝憲兵部隊使用機關槍以下的小武器武裝，以增強機動能力，其規模遠超平時的陸軍兵力。日本政府計劃在警察組織中，設立18.6萬多名普通警察和2~6萬名內亂鎮壓、災害對策用武裝警察隊。然而，由於聯合國軍最高司令官總司令部（GHQ）反對，該計劃最終未能實現。
在航空自衛隊中，與曾是陸軍主戰派的服部卓四郎前大校關係密切的舊陸軍軍官也擔任了航空總隊司令官、航空方面隊司令官、航空幕僚副長、航空幕僚監部防衛部長等要職，但在陸上自衛隊中，與服部前大校關係密切的舊陸軍軍官受到了冷落，前大校井本熊男以統合幕僚會議事務局長、陸上自衛隊幹部學校校長等不幸的待遇結束了自己的職業生涯。相反，以鬆谷誠前大校爲中心的陸軍早期講和派和杉田一維大校等情報部門的三國同盟疑問派則佔據了陸上自衛隊總監級別以上的重要地位。
但是1950年（昭和25年）8月創設的警察預備隊中，有很多下士官兵（包括戰敗時士官候補生和陸軍預科士官學校學生）入伍，第二年1951年（昭和26年）6月陸軍士官、陸航士第58期畢業，戰敗時陸軍少尉的前現役陸軍軍官中，有245名被聘用爲第一期幹部候補生，同年10月1日，招募範圍擴大到陸軍中校以下的軍官級前現役陸軍軍官，405名前軍官和12月5日407名前尉官加入。1952年（昭和27年）7月改編爲保安隊之前，陸軍省和參謀本部中樞的日中戰爭（支那事變）和太平洋戰爭（大東亞戰爭）中處於領導地位的杉山茂（陸軍士官學校第36期，後第2代陸上幕僚長）、杉田一維陸軍大校（陸軍士官學校第37期，後第3代陸上幕僚長）等10名前陸軍大校入伍，同時，前陸軍中校等多數前現役陸軍軍官也加入其中，這些舊陸軍出身人士成爲保安隊及保安隊的後身——陸軍自衛隊和航空自衛隊的核心。
例如，歷屆陸上幕僚長、航空幕僚長、統合幕僚會議議長等自衛隊要職大部分由舊陸軍出身人士擔任，在舊陸海軍雙方出身人士多數入伍的空自，航空幕僚長就任者有11名舊陸軍出身人士，而5名舊海軍出身人士和舊陸軍出身人士佔過半數。自衛隊的最後一名陸海軍出身人士是戰敗時作爲士官候補生的陸軍兵長、陸軍航空士官學校第60期修業生森繁弘（1950年9月加入警察預備隊），森喜朗作爲第17屆航空幕僚長成爲空自的領袖，接着作爲第16屆統合幕僚會議議長成爲陸海空自衛隊的領袖。

### 与陆上自卫队和航空自卫队的关系
1878年（明治11年）8月發生了本應精銳的近衛炮兵發動叛亂的竹橋事件，給軍隊和政府帶來了衝擊。另外，爲了防止帝國陸軍受到自由民權運動的影響，下達了軍人敕諭。這裏提倡「忠貞、禮儀、武勇、信義、儉樸」的德行，同時要求不干涉政治。但是，陸軍軍官中官衙，特別是中央勤務者，也具有官僚機構的一面，古時薩摩藩、長州藩等出身者與其他藩或幕府出身者存在矛盾。確立近代軍官教育制度後，兵科間、陸大出身者和非出類拔萃者間、派系間（皇道派和統制派）之間的矛盾等，很容易引發無數內部抗爭。另外，在昭和時期，關東軍等駐紮在外地的當地部隊在未得到中央（參謀本部）的充分控制的情況下，還存在行動等問題。1945年11月28日，最後的陸軍大臣下村定大將，在戰敗後的第89屆帝國議會上，對齋藤隆夫代議士提出的問題，代表帝國陸軍總結如下問題。
另外，隨後陪同出席的海軍大臣米內光政也被要求給予答覆，但米內以議事錄中沒有要求海軍大臣回答齋藤的問題爲由予以拒絕，引起了現場的憤怒。
原陆军出身，原今村均大将、下村定大将、安田武夫中将、沼田贵和中将、菅晴次中将、服部卓四郎大将、西浦进大校等为防卫厅任命为顾问。
- 陆军/主战阵营[14]
  - 杉山茂陆军上校，第36军军官，总务科长，第18军高级参谋，地面参谋长兼地面参谋长[15]
  - 陆上自卫队指挥学校校长、陆军第 37 军战略科参谋长（负责南线）陆军第 2总参谋长、陆上自卫队指挥学校校长、上将[16]
  - 陆军大校松前未曾雄，第 38 军军官，战略课成员（空军组），陆军部长官（阿南），空军司令部司令/空军将军
  - 陆军大校高山信武，第39军司令，战略科科员（负责中国），陆军部军务局高级科员，地面参谋副部长，将军
  - 佐藤德太郎，陆军中校，第 41 陆军军官长（皇室成员除外），作战课参谋（负责南部地区），教育督导部课长，第 6 区副主任，国防学院教授/助理将军
  - 陆军中校加藤昌平，第 41 军官，作战科参谋（负责中国），第 2 陆军参谋长，第 13 师师长 (GSDF)，上将[17]
  - 陆军水町勝城中校，第 41 军官，作战科成员（航空队），第 6 空军作战参谋长，北方空军司令/空军将军[16]
  - 武下正彦陆上自卫队军官学校校长 陆上自卫队军官学校校长 武下政彦 陆军中校 42期军务课课长（内务课课长） [18] [19]
  - 浦　　茂，中校，第 44 陆军军官，作战科员（航空队），军事科员，军事事务局，空军参谋长，空军上将担任空军参谋长[19]
  - 陆军第 44 军军官国武照仁中校 战略科科员（负责南方），陆军部军务局科员，第 7师长（陆上自卫队），将军
  - 原　四郎中校，第 44 集团军参谋长，战争指导组成员，总参谋部作战课成员，航空参谋室研究科长，防卫厅军史编纂，航空将军[19] [20]
  - 田中健五郎陆军中校，第45军军官，战略科参谋（负责南部），第18军参谋，东部地区监察长[16]
  - 高木作之，陆军中校，第 45 陆军军官，作战科成员（空军团队），第一空军参谋，空军参谋部防务主任/空军将军
  - 田中耕二，第 45 陆军军官，作战课成员（航空队），总参谋部作战课成员，中央空军司令/空军上将[16]
  - 山口二三，陆军少校，第 49 军官，战略科成员（空军团队），南方陆军参谋，空军参谋部防卫部长/空军将军[16]
- 军队/早期和平派[14]
  - 松谷誠 陆军上校，第 35 军军官，战争指导课课长，陆军部长官（阿南），北部地区监察长
  - 野尻徳雄，41等军官，战时指导科科员，中国远征军参谋，东区总司令
  - 塚本政登士陆军中校，第 42 级，战争指导部，第 71师参谋，北部地区督察长
  - 橋本正勝中校，第 45 军军官，战争指导组成员，第 2 总参谋部，北部地区监察长
- 陆军、早期和平派合作者、反主流派[14]
  - 陆军上校杉田一司，第 37 军官，情报部部长（英美），总理大臣秘書（东国之宫），地面参谋长兼地面参谋长

#### 就任防卫厅顾问的原陆军軍官
- 今村均 陸軍大将、陸士19期、第8方面軍司令官[21]
- 下村定 陸軍大将、陸士20期、陸軍大臣[21]
- 安田武雄 陸軍中将、陸士21期、第1航空軍司令官[21]
- 沼田多稼蔵 陸軍中将、陸士24期、南方軍総参謀長[21]
- 菅晴次 陸軍中将、陸士25期、陸軍兵器行政本部長[21]
- 服部卓四郎 陸軍大佐、陸士34期、参謀本部作戦課長、歩兵第65連隊長[22]
- 西浦進 陸軍大佐、陸士34期、陸軍省軍務局軍事課長、支那派遣軍参謀[22]

## 脚注
這就是帝國陸軍解體前的陸軍大臣的總括。就這樣，陸軍領導人作爲軍人的正確行爲有誤，而且還進行了軍人敕諭禁止的政治干預，對此向國民進行了明確的道歉，並請願說：「並不是所有的軍人都是錯的，也有忠實的軍人。」
對於軍國主義的發生，作爲陸軍，相信陸軍內部的人作爲軍人的正確思考方式錯誤，特別是處於領導地位的人行爲不端，這是根本，……有些人以軍隊的力量爲背景，有的人乘勢採取所謂獨斷專行的蠻橫措施，尤其不可饒恕，這是軍隊不當的政治干預……在陸軍的最後時刻，我通過議會就這一點向全國人民表示衷心的歉意……因爲陸軍過去的罪惡，剛齋藤君的提問中提到過，在此懇切地希望大家不要抹殺純忠軍人的功績，特別是對多次陣亡的英靈給予深切的同情（「……」は省略部分）

### 註腳
1. ↑  陸軍次官山田隆一 『英国皇帝陛下ニ付祝電並御答電ノ件』1918年2月26日、アジア歴史資料センター (JACAR)、Ref.C02030531300
2. ↑  警察庁は単に『扶桑歌』または『分列行進曲』という名称で行進曲に使用している
3. ↑  陸軍憲兵上等兵に関しては、警察官巡査との均衡から判任官待遇を受けている
4. ↑  卒業時に士官候補生たる上等兵となる
5. ↑  1940年（昭和15年）に新設された兵長のみ昭和15年制式
6. ↑  在学徴集猶予の制度、1943年に大学院特別研究生と理工系および教員養成学校在学者の入営延期に改められ文科系学生には猶予が撤廃された
7. ↑  郷土の偉人研究会. . 株式会社ダイヤモンド社. 2012-10-03  [2017-06-18]. （原始内容存档于2018-10-26）.
8. ↑  . 学習研究社.   [2017-06-18]. （原始内容存档于2022-11-28）.
9. ↑  のちの方面軍は編成されておらず、総軍が軍を直接隷属した
10. ↑  『岩波講座 アジア・太平洋戦争〈7〉支配と暴力』 岩波書店 p.412
11. ↑  山本智之 『日本陸軍 戦争終結過程の研究』 芙蓉書房出版 p.248
12. ↑  朝日新聞 昭和30年（1955年） 9月24日
13. ↑  軍事史学会編 『軍事史学』 第39巻 第4号 p.97
14. 1 2 3  山本智之 『日本陸軍 戦争終結過程の研究』 芙蓉書房出版 p.266-268 など
15. ↑  服部卓四郎からの勧めで東條英機の娘、東條光枝と結婚
16. 1 2 3 4 5  服部機関出身者
17. ↑  山本智之は加藤を第1師団長としているが、正しくは第13師団長なので注意
18. ↑  山本智之は竹下の最終ポストを第4師団長としているが、正しくは陸上自衛隊幹部学校長なので注意
19. 1 2 3  宮城事件に関与
20. ↑  『原四郎 追悼録』 原四郎追悼録編纂刊行委員会 p.15
21. 1 2 3 4 5  朝日新聞 昭和30年（1955年） 9月24日
22. 1 2  軍事史学会編 『軍事史学』 第39巻 第4号 p.97
23. ↑  当該部分の全文は「下村定#帝国議会答弁」を参照。

## 相关项目
- 日本军队
- 日本帝国海军
- 哈雷戴维森- 第一个进口到日本的是帝国陆军，它是作为军用车辆引进的。
- 日本陆上自卫队
- 自卫队